# Mitología asturiana

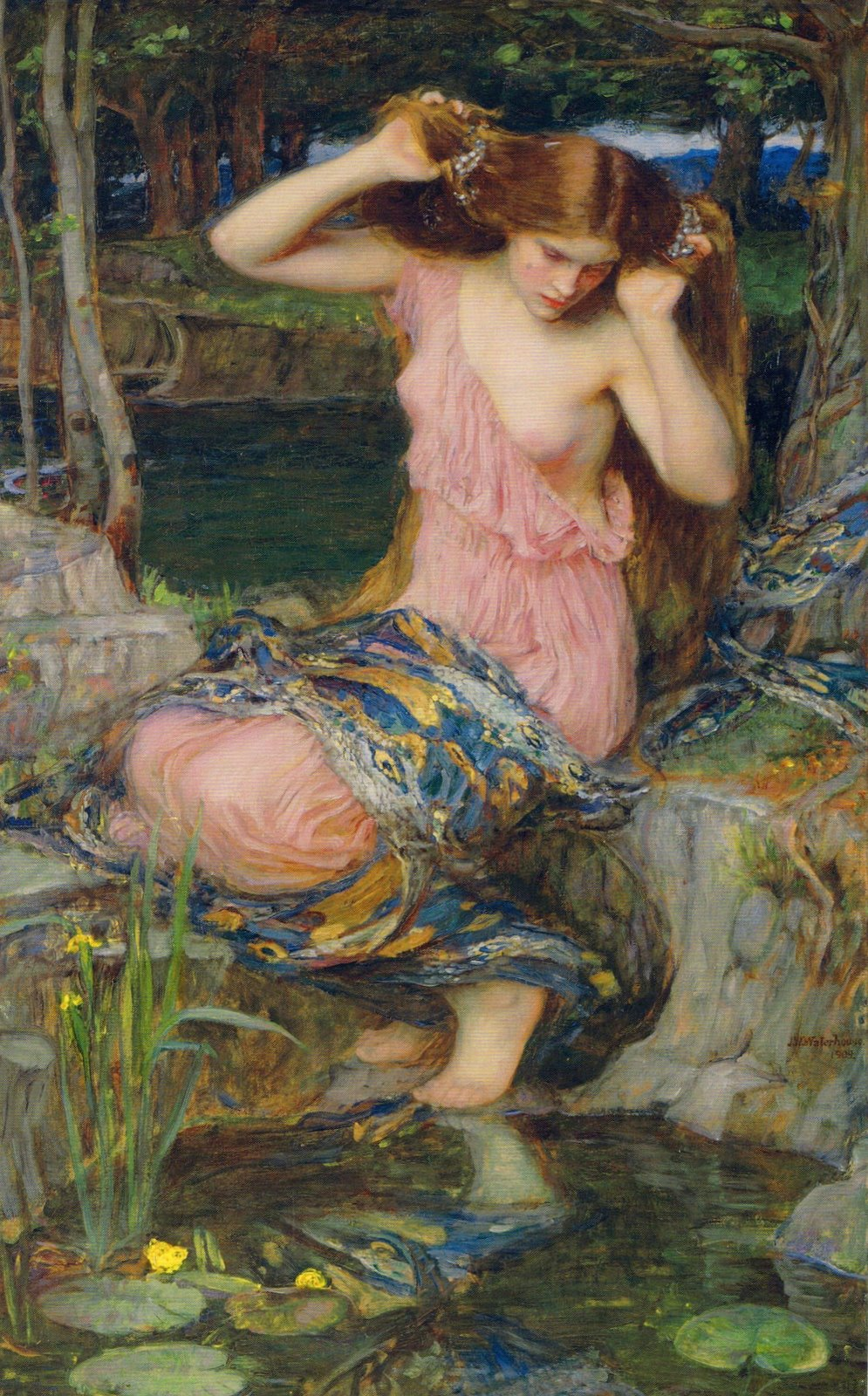
Les xanes, uno de los personajes más pintorescos de la mitología celta asturiana.

Mitología Asturiana es el conjunto de tradiciones fantásticas y leyendas populares del folclore del Principado de Asturias (comunidad autónoma española situada en el noroeste del país que limita al norte con el Mar Cantábrico, al sur con la provincia de León, al este con Cantabria y al oeste con Galicia). Dicho conjunto enlaza con otras mitologías de la cornisa cantábrica así como con algunas supersticiones y leyendas europeas, aunque también ha desarrollado sus propias especificidades y localismos que enlazan tanto con el entorno agreste y rural de los numerosos pueblos y aldeas, en toda Asturias.
Claramente las creencias folclóricas asturianas, como las de toda Europa, se encuentren vinculadas de algún modo a las religiones paganas de los pueblos precristianos (astures), las cuales habrían sido más o menos asimiladas y transformadas sincréticamente por el cristianismo. Por desgracia resulta difícil, si no imposible, aseverar nada claro al respecto: la frontera que separa la realidad etnológica seria del mito romántico decimonónico es extremadamente tenue, en parte por la tradición oral con que se propagaban dichos mitos y leyendas. La gravísima situación de analfabetismo que padeció el país a lo largo de muchos siglos de su historia y que se notaba especialmente en la clase obrera (campesinos, marineros, mineros, etc.), provocó que estas tradiciones orales fueran dejando un escaso rastro de documentos históricos escritos al paso de las eras, ya que debido a la sociedad de clases existente en dichas épocas leer y escribir era un privilegio reservado de forma exclusiva a la nobleza y al clero. Una realidad que perduró hasta bien entrado el siglo XIX, cuando durante el reinado de Isabel II, y para poner fin a centurias de atraso e incultura, se promulga en toda España la Ley Moyano para la educación obligatoria de los niños y la creación de escuelas, permitiendo así a la clase obrera el acceso a la lectura y la escritura (así como el aprendizaje de materias como matemáticas e historia, entre otras).

## Dioses
Al igual que otras culturas preindoeuropeas, los astures, los primeros pobladores de lo que siglos después sería el Principado de Asturias, tenían como dioses protectores a las fuerzas de la naturaleza. Gracias a las referencias del historiador y geógrafo griego Estrabón (en griego antiguo, Στράβων; Amasia, Ponto, ☆64-63 a. C./†19-24 d. C.) se sabe que adoraban a la Luna como a una diosa básica de lo espiritual y de la fertilidad.
Se conocen algunas divinidades por la toponimia y por la documentación romana y medieval que ha logrado sobrevivir, permitiendo conocer una buena parte de su panteón de deidades sobrenaturales, si bien el origen de algunas de ellas es incierto, siendo fácilmente identificables con dioses de otras mitologías de los antiguos celtas del norte de Europa, como la mitología griega, la gala y la mitología irlandesa, tal vez mediante procesos de migración que llevasen a griegos, galos e irlandeses hasta Asturias, llevándose hasta allí sus mitos para adoptar nuevas formas. Algunas de las divinidades que se saben eran adoradas por los asturianos primigenios son:

### Aernus
Posiblemente el dios más importante de los Zoelas, una tribu prerromana que habitaba en las sierras de Nogueira, Sanabria y La Culebra hasta los montes de Mogadouro y Santa Comba (en el norte de España y Portugal).

### Aramo
Un protector de las encrucijadas de los caminos, se le recuerda en el monte Aramo, llamado en su honor (sagrado por antonomasia para los astures, situado entre los concejos de Morcín, Riosa, Quirós y, en menor medida, Lena, Santo Adriano y Proaza), en donde hay una importante necrópolis dolménica y por lo tanto ya era un lugar sagrado antes de la época castreña en la Edad de Bronce. Su nombre significa "cruce de caminos" o "bifurcación".

### Árboles sagrados
Siendo una cultura profundamente enraizada con la tierra y los elementos, y pese a no ser deidades en un sentido estrictamente antropomórfico como Zeus u Odín, los celtas (y por ende los astures primigenios) desarrollaron una cultura entera en torno a los árboles sagrados, que jugaron un papel fundamental en los funerales. Siendo también considerados como símbolo de inmortalidad debido a su enorme longevidad, se venera especialmente a un árbol por encima de todos los demás (como por ejemplo el carbayu), y que con el tiempo se convierte en un emblema de la propia Asturias: el texu, del que se creía que sus enormes raíces se encargaban de proteger a los muertos en el Más Allá, convirtiendo los sitios donde se encontraban los texos en lugares sagrados para los astures. Posteriormente el Catolicismo medieval introdujo a los texos dentro de su propia cultura, edificando las iglesias y capillas en los distintos pueblos y aldeas al lado de estos, como símbolo de unión con la tierra y de la resurrección en el Juicio Final. Uno de estos texos se encuentra en el pueblo de Bermiego (concejo de Quirós), conocido precisamente como Tejo de Bermiego y considerado uno de los más longevos de Europa con una edad estimada de unos 2000 años. Otros árboles adorados en épocas remotas eran: haya, abedul, fresno, encina, avellano, sauce, olivo, nogal, saúco, manzano, abeto, acebo, avellano y castaño.

### Bandua
También llamado Bandis, es un dios cuya misión era servir como garantía o aval en los pactos. Además de los astures, es una deidad común a los lusitanos y los galaicos.

### Belenos
Identificado por historiadores de la Antigüedad con el Apolo de la mitología griega (el Febo de la mitología romana), la figura de Belenos se asocia a la luz, el sol y el fuego. Se le honraba para que conservara el fuego del hogar con una fiesta característica de los pueblos agrícolas y pastoriles al inicio de la época de siembra y del ascenso del ganado a los puertos de montaña. Es común al resto de celtas continentales como los galos, galaicos, o cántabros. Actualmente se le recuerda en lugares como Beleño, Belén de Ponga o Beloño de Gijón entre otros. Belenos o Belenus es también un dios en la mitología celta. Así mismo, el grupo de folk asturiano Beleño y el equipo avilesino de rugby Belenos RC son llamados en su honor. Su nombre es frecuentemente mencionado, junto a Tutatis, en el cómic Astérix el galo de Goscinny y Uderzo.

### Bisarma
Los bisarmas son fantasmas de tamaño descomunal, una especie de gigantes, de origen indeterminado. Se elevan sobre los valles colocando un pie en cada uno de los cerros laterales y con voz terriblemente atronadora cantan tonadas monótonas. Forman parte de leyendas no solo en Asturias, sino también en Portugal.

### Bodus
Dios guerrero, su nombre se traduce como "victoria". Equivalente a la diosa Nike o Nice en la mitología griega.

### Brixit
Diosa de la curación, de las artes y del hogar, su origen podría estar en la mezcla de Hestia, diosa del hogar en la mitología griega, y de Higia (también llamada Higea o Higeia), diosa de la sanación e hija del dios Asclepio (Esculapio). O más bien la equivalente Astur de la diosa irlandesa Brigid, diosa de la sanación, de la forja y de las artes, esta diosa tenía en Kildare una llama eterna, y cuando llegó el cristianismo fue transformada en Santa brigida. Está relacionada con la diosa Brigantia, común con los galaicos, hibernos, britanos y otros pueblos celtas.

### Candamius
También llamado Cernunos o Cernunnos. Dios de la vegetación y de las fuentes, del que toma su nombre un concejo asturiano. Aún existe en el concejo de León, en el parque natural de La Candamia, una copia de la fuente dejada a Iove Candamus (Júpiter Candamu) por los romanos en señal de sincretismo. En las escasas representaciones que se encuentran de este dios aparece con cuernos en la cabeza, portando un torque de oro en una mano, simbolizando el poder y riqueza, y en la otra una serpiente que representa la abundancia y la fertilidad. Los pueblos de Cermoño (uno ubicado en Salas y el otro en la parroquia de Coro Villaviciosa), son llamados en honor a él.

### Cosso
También llamado Cosus, Cossuenidoiedius y Cossuesegidiaecus. Vinculado al adjunto de las aguas y comparado al Tutatis es la mitología gala y el Ares de la mitología griega (Marte en la mitología romana), era el dios de la guerra y protector en la batalla como del castro, y que dio nombre a localidades como Caso y Caxous en Valdés o a Campo de Caso. Es otra deidad común a los lusitanos y los galaicos, siendo llamado Segidiaecus en la mitología celta.

### Deidades menores
Comparables a las ninfas y a los faunos de la mitología griega, dentro de los mitos asturianos había una pléyade de genios o dioses menores que, con el paso de los siglos, se convirtieron en una cohorte de mitos y leyendas que conformaron los mitos asturianos en su forma definitiva, pasando a la religiosidad de la cultura asturiana en formas de xanes y trasgos, etc (ver más abajo en "Seres mitológicos").

### Dea Astúrica
Diosa de la soberanía, y personificación de la nación de los astures durante el período romano.

### Deganta
También llamada Degantae. Diosa de las aguas.

### Deis Equeunum
Dioses "equinos", pudieran ser una equivalencia de los centauros de la mitología griega y tal vez protectores de los asturcones, una raza de caballo típicamente asturiana.

### Deva
Diosa del agua y de la feminidad, de ella le toman el nombre la montaña Deva, el río Deva y la isla Deva, siendo muy importante para los astures ya que el líquido elemento aporta pureza, riega los campos y da de beber a los animales y personas, contribuye en definitiva a lo que era la vida en la tribu. En Asturias existen numerosos manantiales y ríos con este nombre, uno de ellos localizado precisamente a los pies de La Santina, en el Santuario de Covadonga.

### Epona
Diosa de los caballos, aparece también en la mitología celta.

### Glan
Diosa de la pureza. Su origen podría estar en Glaur, una diosa de la mitología nórdica (madre de Máni, dios de la luna, y de Sól, diosa del sol) cuyo nombre significa "brillo" y que sería la base de la raíz "glor" (gloria), que significa "oro" (oro puro).

### Lug
Al parecer, un dios relacionado con las poblaciones celtas del centro y occidente de Asturias. Topónimos como el de Lugones o Lugo de Llanera, cerca de Oviedo, amparan la existencia de este protector, de gran importancia en la mitología celta.

### Navia
Al igual que Cosso y Bandua, es común a los lusitanos y los galaicos.

### Nimmedo Aseddiago
Una posible deidad local asociada al bosque anexo al pueblo de Mieres, del que apenas se tiene más información. Al traducirse su nombre como "ir al bosque sagrado", pudiera tratarse de la ruta del Camino de Santiago entre Oviedo y León, que atraviesa el concejo de Mieres en su recorrido.

### Reue
Dios del cielo vinculado a los ríos y a fenómenos atmosféricos como la lluvia o las ventiscas, relacionado también con las montañas. Al igual que Cosso, Bandua y Navia, es común a los lusitanos y los galaicos.

### Segono
Culebra con cabeza de castrón, cuyo nombre es parecido a la localidad de Següenco en Cangas de Onís, situado en el oriente de Asturias donde habitan múltiples leyendas de serpientes aladas que podrían tener su origen en este dios antiguo. Este ser pudo evolucionar en el actual cuélebre de la mitología asturiana. Cerca del mirador de Següencu está el pueblo de Onao, en Cangas de Onís, en el que se contaba una historia sobre un cuélebre que, cuando salía de la cueva donde habitaba, cubría los cuatro picos del valle, ensombreciendo el día.

### Taranis
Dios del trueno, la luz y el cielo, representa el ruido, la destrucción y la fuerza sobrenatural de las tormentas. Probablemente tengan relación con esta deidad algunos topónimos como Taranes (Ponga), Tarañu (Cangas de Onís), Tarna (Caso) y Taraña (Laviana y Siero). Aparece también en la mitología celta.

### Telenón/Tilenus
También llamado Tilenus. Dios de la fuerza, el brillo y la lucha. Vivía, según creencias astures, en el monte Teleno, ubicado en La Maragatería, en Castilla y León. Se le consideraba también protector de la agricultura y la economía.

### Vagodonnaego
Posiblemente una deidad de carácter infernal o del inframundo, habida cuenta la partícula "donn" en su nombre, que significa "el oscuro" (Donn es un dios de la mitología celta, cuya morada está en un lugar donde van a parar todos los muertos). Dado que la etimología completa de su nombre sería traducida como "yo, el vacío oscuro" (Lat. vago, "vacío"; donn, "el oscuro"; y aego/ego, "yo"), pudiera tratarse del dios de la oscuridad o de los muertos, equivalente al Hades de la mitología griega. Su pronunciación sería algo así como "vagodónego". En una versión alternativa del mito (sin pruebas concluyentes) sería un dios agrícola o de la agricultura, mientras que en otra sería la personificación del río Órbigo, antiguamente parte del reino de Asturias (actualmente perteneciente a Castilla y León).

### La Vieya
La Vieja, en español, se trata de una mujer enorme que puede cambiar de aspecto a voluntad, apareciéndose joven o anciana pudiendo cambiar también de tamaño de gigante a humano, a veces montada a caballo (portando a un niño en brazos), y que encarna todos los poderes de la naturaleza, lo que la convierte en una versión asturiana de la Madre Tierra. Capaz de controlar el clima y los elementos a su antojo, así como de proveer que el ganado y las cosechas sean abundantes o escasas mediante hambrunas y/o enfermedades, en tiempos antiguos se consagraban a ella fuentes, rocas grandes y llamativas, cuevas y las altas cumbres de montes y picos. Posteriores revisiones por parte del Imperio Romano le dieron atribuciones propias de Las Parcas, llevando siempre un huso de hilandera en una mano (o una rueca), con el que teje y corta las vidas de los mortales, llegando a tener presencia en algunas festividades como por ejemplo en La Quema de la Vieya en Avilés (que cerraba el Antroxu o Carnaval, anulada en 2009 después de más de 20 años en activo en favor de La Quema de la Sardina, por controversias sobre posible sexismo). Considerada señora del invierno, el origen de su mito se encontraría en la diosa galesa Brígida, la romana Diana (la Artemisa griega) y en la celta Epona entre otras, cuya personalidad dual la hace bondadosa o maléfica a capricho, en función de la persona con la que trate. El arco iris recibe el apodo de arcu de la vieya.

### Vindonius
También llamado Vindonius el blanco. Figura de gran poder, la propia cordillera cantábrica era conocida tiempo atrás como el Mons Vindius, siempre blanca con sus nieves perpetuas, por lo que Vindonius podría tratarse de un dios del invierno o de la nieve.

### Vosegus
Dios de la flora y fauna asturiana, así como protector y guardián de la misma. En su nombre se encontraría la raíz del posterior Busgosu, uno de los seres mitológicos más populares de los bosques asturianos.

## Seres mitológicos
Nacidos en origen como deidades menores dentro de los dioses de los primeros astures como
Aramo, Navia, etc., los seres mitológicos fueron ganando importancia en la vida de los asturianos con el paso de los siglos, desplazando finalmente a sus parientes los dioses mayores para convertirse en el epicentro de las creencias de los naturales del Principado a lo largo de la Edad Media, transmitidas a través de la tradición oral de padres a hijos (debido a la incapacidad tanto de leer como de escribir de pueblerinos y aldeanos), o de cuentacuentos y trovadores que iban de un sitio a otro para mantener intactas con sus cantos y fábulas las tradiciones de sus antepasados, pese a la amenaza de la Inquisición, que combatía con puños de acero cualquier rastro de paganismo y todo lo que no tuviese que ver con Jesús de Nazaret y la fe católica. Debido a su estrecha vinculación con la muerte, muchos de los mitos astures están relacionados con el mundo de los muertos y el Más Allá, en tanto otros se asocian a la naturaleza y sus peligros (acercarse demasiado a los acantilados durante fuertes oleajes, perderse en parajes agrestes como bosques y montes, no salir de casa por la noche, etc.), usándose a modo de prevención para evitar desapariciones y/o muertes prematuras (especialmente de niños pequeños), formando un arraigado rompecabezas de creencias dispares a lo largo de los siglos, que se mantuvo en Asturias gracias a su única situación geográfica con respecto al resto de España (siendo este elemento lo que permitió a los asturianos mantener intactas esas creencias y preservarlas generación tras generación).
Dichas creencias se vieron amenazadas por la revolución industrial, el mecanicismo y el racionalismo, que llevaron a desterrar el pensamiento mágico, especialmente durante las décadas 50 y 60 del siglo XX, en los años más duros del franquismo, debido a la migración de los jóvenes de los pueblos a las grandes ciudades, generando de ese modo el consiguiente abandono de las antiguas costumbres y creencias que habían sido transmitidas durante incontables generaciones. Posteriormente, la llegada a España de La Transición en los años 70 tras la muerte del general Franco y el fin del Régimen Franquista permitió que diversos escritores e historiadores lograsen rescatar del cuasi-olvido en el que se encontraban dichas leyendas y mitos, recuperando de esa forma su identidad histórica y evitando la desaparición en la que estaban a punto de caer. Debido a la afluencia de pueblos y aldeas que forman lo que es el conjunto territorial del Principado (alrededor de 800, diseminados a lo largo de sus 78 concejos) y a su particular orografía, que puede aislar estos lugares entre sí tanto por distancias considerables como por su ubicación geográfica, algunos personajes eran de carácter local, limitando su existencia mitológica y credo a un concejo, varias aldeas o incluso a una sola, en tanto que otros se hicieron conocidos en varios concejos, o bien llegando a un nivel genérico y popular a lo largo y ancho de toda la región asturiana, aunque dependiendo del concejo y la zona su nombre puede variar ligera o notablemente debido a los matices lingüísticos del oriente, centro u occidente del Principado. Los seres mitológicos asturianos que han perdurado hasta nuestros días son los siguientes:

### Adivías
Parecidas a las brujas o los magos negros pero sin la maldad de estos, las adivías son vecinos del pueblo que poseen mediumnidad y ciertas capacidades extrasensoriales, como por ejemplo ver a los muertos y hablar con ellos, además de facultades premonitorias para anticipar qué personas del pueblo estaban a punto de morir, además de ser capaces de ver a la Güestia. Tienen por cometido transmitir mensajes de los fallecidos a sus parientes vivos para que cumplan alguna voluntad o promesa que no llegó a hacerse con intención de que el espíritu del muerto descanse en paz, so pena de sufrir desgracias en caso de no hacerlo. El don de estos médiums, hombres y mujeres por igual que ejercen como una especie de cuidadores de los muertos y de los ritos de paso al Más Allá, es conocido como "Calderín", que puede adquirirse al haber nacido en Jueves Santo o que en su bautizo se utilice una estola negra en vez de blanca (usada para las misas durante la Semana Santa). Debido a sus dones, estos médiums adivías (forma asturiana de "adivina"), suelen vivir solos y al margen del pueblo, ya que sus poderes les condenan a la marginación social por el intenso miedo y pánico que causan entre sus vecinos. El equivalente masculino es adivío, aunque también se les dice "calderines" indistintamente. Conocidos a lo largo y ancho de la geografía astur como por ejemplo en Villayón, algunos han ganado una amplia notoriedad, como Generosa "La Canosa" en Las Vallinas (Castrillón), El Oscuro Nolán en Puerto de Vega, Ramonzón de Rufabar (forma asturiana de Riofabar, Piloña), Paxarón de Fuentes (en Naraval, Tineo), Josenón d'Arnao (Castrillón), Xuan Samboldro (en Serín, Gijón) y Consuelo de Aldín (en [[Barcia (Valdés)
Barcia (Valdés)|
Barcia]], Valdés), siendo Amparo López "La Bruxa de Brañavara" (en La Ronda, Boal) la última adivía conocida, una vez las antiguas costumbres y tradiciones rurales de los pueblos (como velar a los muertos en las propias casas familiares) fueron abandonadas entre los años 50 y 60 del siglo XX, no teniéndose nuevas noticias de ellos posteriormente.

### Agoiru
Ser que asusta a los niños en Tineo, especialmente en las zonas de los "Xaldos" (que es como se define a los no-Vaqueiros de Alzada, aldeanos y vecinos que están alejados de las brañas), para hacer que los niños se fuesen pronto a dormir. Según la tradición, este ser tendría la capacidad de "agoirar", que es la habilidad de predecir el futuro inmediato que está a punto de suceder. En Navia y Villayón la palabra se ha convertido en sinónimo de persona pesada, mientras que en Boal es un presagio de mala suerte, así como una expresión de antipatía, desdén o de mala fe.

### Anguleru
Más mágico que mitológico, este ser tradicional de la época navideña fue creado en 2008 por la Asociación de Vecinos Garabuxada de San Juan de la Arena, pueblo situado en la desembocadura del río Nalón frente a San Esteban de Pravia, con idea de recuperar tradiciones perdidas pesqueras del pueblo en forma de cuentos (primero escritos en bable y en 2010 pasados a español) por las escritoras Paloma y Carmen Fernández, con ilustraciones de Christian Bartsch, y que con el tiempo ganaría aceptación en todo el Principado. El Anguleru viste un traje amarillo impermeable propio de los pescadores, ataviado con un gorro negro, rizada y frondosa barba como la de Papá Noel pero de color castaño, botas de agua verdes, un cándil en la mano y un truel o salabre de grandes dimensiones. Según su imaginario popular, pasa el año en el Mar de los Sargazos cuidando de la fauna marina, así como del medio ambiente. Llega al pueblo siempre en Nochebuena por mar subido en su barco o chalana, la Angulina, siendo recibido por una cabalgata y aprovechando su visita para pescar angula, venderla en el mercado y de paso hacer regalos a los niños del pueblo, a condición de que hayan cumplido dos requisitos: ser buenos y haber trabajado mucho. Luego recorre todos los ríos, lagos y lugares con agua, y finalmente visita los hogares asturianos. Para ayudarle en su viaje, los niños le dejan un gorro con comida y bebida en el Árbol de Navidad. El Anguleru cuenta con unos ayudantes igualmente mágicos llamados "Llendadores del Ríu" (limitadores del río), también llamados "Agabitadores del Anguleru", que se encargan de recoger las cartas de los niños con sus peticiones, repartiendo junto a él los regalos la noche de Nochebuena. También cuidan de los cauces de los ríos para proteger el medio ambiente asturiano, así como de su repoblación de peces. A diferencia del Anguleru, los Llendadores visten de impermeable verde oscuro con botas negras, y su barba suele ser pelirroja. Las mujeres Llendadoras visten pantalones, chaleco y jerséis, también de verde, y llevan un típico pañuelo asturiano a juego cubriendo su cabeza.

### Aparato
Ánima o alma en pena que se dedica a espantar a quien se cruza en su camino, que ronda por la zona de Huerces (Gijón).

### Aparecidos
Se trata de almas en pena de personas ya fallecidas que dejaron algún asunto pendiente o tarea por terminar, y que se manifiestan o "aparecen" con intención de terminar para así partir hacia el Más Allá. Suelen ser vistos por sus allegados (amigos o familiares), para que estos les ayuden en su misión de concluir sus asuntos terrenales, molestándoles o importunándoles hasta que por fin logran su propósito. Aunque normalmente se aparecen con forma humana, también pueden adoptar formas animales de todo tipo. Si bien por regla general tiene por cometido aparecerse para que los vivos les ayuden en sus peticiones o que recen en misa para acortar su estancia en el purgatorio, pueden ser también portadores de buenas noticias o llevar mensajes de fortuna y prosperidad, a condición de que el vivo cumpla fielmente las indicaciones del aparecido.

### Ayalga
Llamadas también ayalgues, atalayas o fayalgas. Son los tesoros enterrados bajo tierra, puesto que no hay pueblo, aldea o villa en donde no se halle una leyenda sobre estas riquezas ocultas. Suelen estar habitadas por una mujer mortal llamada igualmente ayalga (o cualquiera de sus apodos), que también reciben los mismos nombres indistintamente, que sufre un hechizo o maldición y es condenada a vivir en cuevas y simas llenas de tesoros, custodiadas por los cuélebres. El hechizo con el que se ve condenada le confiere también ciertos poderes sobrenaturales, como la facultad de entenderse con los animales y las plantas. Debido a su situación de cautiverio, suelen tener una expresión de una enorme tristeza o penar, entonando melancólicas canciones en tanto el cuélebre no pierde detalle de sus movimientos. Para romper el hechizo un hombre debe matar al cuélebre que la custodia. En la Noche de San Juan pueden atraer a los hombres con luces azules que brotan en las entradas de las cuevas donde habitan, puesto que si un humano logra tocarla con una rama de sauce se romperá el hechizo que las mantiene cautivas y quedarán libres del encantamiento, llevándose a continuación al afortunado héroe de circunstancias con el cinturón de flores azules que ciñe su cintura. Si el salvador acepta desposar a la ayalga, ella se vuelve nuevamente humana y se casará con él, convirtiéndole a su vez en dueño del tesoro que esta guardaba en la cueva. Los concejos de Allande, Belmonte, Morcín y Riosa son considerados tierras de ayalgas, en tanto que en Somiedo y Teverga son llamadas chalgas.

### El Basiliscu
Hermanado con el mito griego, El basiliscu nace del huevo que pone un gallo, en vez de una gallina. El gallo pondrá el huevo dentro del cuchu (forma asturiana de decir "estiércol") y con el calor de este será incubado hasta que eclosione y de él nazca El basiliscu. Hay dos versiones diferentes de su aspecto: la 1.ª, en la que aparece como una serpiente con cresta de gallo que puede alcanzar varios metros de longitud, y la 2.ª, aún más terrible, en la que es un gallo que en vez de plumas traseras tiene una larga cola de serpiente. En esta segunda apariencia su cacareo resultaba tremendamente dañino para los oídos de cualquier animal o persona que lo escuchase, aunque su poder era tal que tanto en una forma como en otra, podía matar a cualquier ser que le mirase directamente a los ojos.

### Berrona
Bruja que ronda por La Espina (concejo de Salas). Recibe su nombre de "berrón", forma asturiana para grito, por su inclinación a dar chillidos espantosos.

### Beyosu
Genio de la naturaleza, que limita su dominio a la Sierra del Sueve, donde se dedica a raptar a chicas jóvenes para tener encuentros con ellas. En el pueblo de Libardón (Colunga) es conocido como Vellos. En Tineo es conocido como Murgotsu o Cuarto de los Valles.

### Bichu Guaraguara
También llamado  Guaraguara a secas. Este ser natural de Candás y Carreño se dedica, al igual que otros tantos congéneres suyos como el Coco o el Rampayu, a llevarse a los niños traviesos y/o desobedientes.

### Borrina'l Güercu
Traducida como Neblina del Huerco, es costumbre asociarla con las salvajadas del Nuberu, pero otros, con más buen juicio, relacionan ese vapor tenebroso con el mundo de los muertos, dado que no se trata de la típica neblina como la que se acerca despacio anegando los prados, ni las deshilachadas masas blancas y bajas que se agitan en el aire cubriendo montes y pueblos, si no de un helado nublo negro, espeso y hediondo, que de repente acecha a los caminantes en mitad de la noche, que se abraza a la tráquea de la víctima a la que rodea. Según la tradición, se trataría de los últimos alientos de los difuntos que, obedeciendo a oscuros encantamientos o maldiciones, se juntan de golpe alrededor del caminante, confundiéndole en su camino para que se pierda en él y no consiga volver a su casa.

### Bruxa
Ancianas feas, arrugadas y de mezquinas intenciones que conocen todos los secretos de la magia y de la brujería. Según la creencia, con sus miradas pueden hacer enfermar a los que las han agraviado o a quienes les caen mal, haciéndolas un "aojo" o "mal de ojo". También se conocen todas las pociones y ungüentos habidos y por haber, que crean en ollas o grandes cacerolas. Suelen vestir siempre de negro, acompañadas por gatos igualmente negros y con escobas que la imaginería popular ha dotado del poder de volar. El temor a su poder es tan grande que a los niños se les protegía usando el puñín o higa de azabache (un colgante de bisutería, consistente en un pequeño puño negro cerrado con el pulgar apresado entre los dedos índice y corazón), un ritual ampliamente extendido a toda la geografía asturiana. En el occidente asturiano es común el uso de la llamada "piedra de San Pedro", u otro objeto llamado "dómina" (bolsita rellena de hojas de carácter profiláctico, como el tomillo, romero, perejil, añil, etc), a modo de protección. Una de las ambiciones de las bruxas era el ganado de los aldeanos del pueblo, de ahí que estos protegiesen sus reses con chocas o campanillas, grabadas con cruces y signos religiosos para evitar que pudieran ponerles sus manos encima. Se reunían, de forma invariable, la noche del 30 de abril, en la festividad pagana de Walpurgis (la Noche de las Brujas), en sitios como en Fonte das Bruxas de la Veiga del Palo (Allande). En el ritual que efectuaban se untaban con un ungüento y decían la siguiente fórmula mágica: "Por encima de artes, por encima de carballos, a la Veiga del Palo con todos los diablos".

### Bu
Ave nocturna que sobrevuela los cielos de Navia, con la que las madres metían miedo a los niños para que se durmieran, diciéndoles: "Que viene el Buuuuu...". De no dormirse, el Bu se ponía sobre los niños, chupando su sangre a través de un canuto o una jeringa de madera.

### Burru Sangráu
También dicho como Burro Sangrau uepa. Ser espantoso oriundo de Ribadesella, que las madres citaban para infundir miedo a los niños, llamado así al echar sangre por boca y ojos.

### Busgosu
Es un ser híbrido del bosque, mitad hombre mitad cabra. Tiene espesas cabelleras, sus patas son de cabra al igual que los grandes cuernos que posee en su cabeza, mientras que el torso y los brazos, al igual que su rostro, son humanos (en algunas zonas, incluso se le ve con apariencia de batracio, de ahí el expresivo nombre de Mufosu, como en Piloña). Existen dos mitos: uno en el oriente el cual se asemeja más al mismo mito cántabro, es decir, donde el busgosu es benefactor y guía a los pastores cuando se pierden, o ayuda a arreglar las cabañas de las brañas. El otro mito, más extendido en el occidente de Asturias, dice que el busgosu es el señor del bosque y de todo lo que habita en él. Es enemigo encarnizado de los leñadores y cazadores, les persigue haciendo que se despeñen por acantilados. Rapta a las mujeres de las aldeas para llevarlas a su cueva, y por mucho que se le trate de perseguir nunca se le puede alcanzar. Se ha vinculado este mito al del "señor de los bosques", estableciendo ciertos paralelismos con el mito del oso humano, como en antiguas leyendas tales como la de Ándara (una mujer-osa que rondaba por los bosques cántabros). En el occidente asturiano es conocido como Bulligoso, mientras que en Tineo le llaman Peludu y en Libardón Vellosu. Otros apodos que tiene son Maza Y Qués (también de Piloña) y Calabiernu.

### Caballu Blancu de Santiago
Equino totalmente blanco, de aspecto siniestro, originario de Porrua (Llanes), que en su día había pertenecido al apóstol Santiago. Se aparece con encías eternamente sangrantes, y se lleva el alma de los difuntos al Más Allá.

### Caparrucia
Espectro femenino de Sobrescobio, que se dedica a infundir miedo en quienes se encuentran con ellas. Lleva un saco cubriendo su cabeza, de modo que nadie puede ver su cara.

### Carisio
Espantoso ser cuya principal afición es dedicarse a amputar las manos de los niños que se portan mal, que ronda por Cangas de Onís. Su leyenda nace de Tito Casio o Carisio, un gobernador de Roma que milenios atrás había repelido la rebelión de los astures durante la ocupación romana en lo que entonces era Hispania, castigándoles severamente cortándoles las manos a todos ellos.

### Carpia
Anciana asustaniños, de aspecto enjuto y arrugado de Viboli (Ponga). También es un ave nocturna y fantasmagórica de mal agüero, que ronda por los cielos ponguetos.

### Carru de la Muerte
Se trata de un temible carro, totalmente negro, cuya leyenda nace en Ribadesella y que vuela por los cielos nocturnos asturianos buscando a los moribundos para recoger el alma de estos cuando fallecen. En algunas historias se cuenta que de él baja la Güestia. En otras, el carro va tirado por dos caballos invisibles y vaga silenciosamente con ruedas de corcho para que no se le oiga ir por los caminos, sorprendiendo así a cualquier incauto que se cruce con él. El conductor del carro es la última persona en fallecer el año anterior en la parroquia (siendo relevado por el nuevo último fallecido tras el cambio de año, y así sucesivamente), quien se para enfrente de la casa del moribundo y dice la siguiente frase "salga fulano que aquí lo buscan". Si el moribundo en efecto sale, el conductor lo hace subir al carro, llevándoselo después al Más Allá. En Valentín, Coaña, se le llama Carro dos Mortos, el cual se aparece ante los que van a morir poco antes de expirar su último aliento. Entre los pueblos bretones es conocido como Charrette Moulinoire.

### Chica de la Curva
Considerada por muchos una simple leyenda urbana sin fundamento alguno, los testimonios sobre esta aparición sobrenatural se cuentan por miles tanto en España como en el resto del mundo, con al menos unos veinte puntos localizados por la geografía española, desde la Curva de la Rabassada en Barcelona a Cuesta de las Doblas de Sanlúcar la Mayor en Sevilla y Curva de Deva en Guipúzcoa, entre otros. Su origen se remonta a la Edad Media, y en Asturias este ser espectral también está presente. Según la leyenda, la joven merodea de noche por una carretera desierta haciendo autoestop, siendo recogida en su coche por un conductor que se ofrece a llevarla. Al llegar a una curva cerrada o a un brusco giro del camino avisa al conductor del peligro que tiene delante y le pide que aminore para evitar un accidente fatal, explicando que fue en esa curva donde ella murió, quedando de algún modo condenada a merodear por ese lugar para prevenir a otros que no mueran como ella. Presa del shock ante tal revelación dicho conductor da un volantazo para evitar tal accidente, encontrándose para su sorpresa que su acompañante se ha esfumado del coche, sin siquiera abrir las puertas para salir. En una versión alternativa del mito se trataría del ángel de la muerte que en vez de avisar del peligro lo que hace es provocar la muerte de quien tiene el infortunio de recogerla, en venganza por haber sido atropellada en ese lugar. En la Edad Media se la llamaba Damas de Cruces de Caminos o Dama de Blanco, nombre que también sigue vigente, rondando por las encrucijadas de los caminos y veredas, subiéndose en carruajes para ejercer también como aviso a los que los conducían. Se tiene constancia de su presencia en Lugones, pueblo a unos 8 km de Oviedo, y en Infanzón, al este de Gijón. Traducido al idioma asturiano, su nombre sería Neña de la Curva o Dama de Blancu.

### Chupasangres
Revisión asturiana del mito del vampiro, según la cual estos seres se alimentan de la sangre de los niños mientras estos duermen indefensos por la noche. De alimentarse mucho de ellos, la falta de sangre les causaría ciertas enfermedades como anemia o paludismo. Esta historia conoció un hecho real sucedido en 1917 en Avilés, donde un hombre, Ramón Cuervo González, que padecía de tuberculosis y era guiado por extrañas creencias, mató a un niño de ocho años llamado Manuel Torres a mordiscos para beberse la sangre, siendo detenido por la Guardia Civil pero que logró escapar a sus captores mientras era conducido a prisión, no siendo encontrado jamás. En Gozón y Carreño se decía que vestían de blanco y sacaban la sangre a los niños para llevársela a los hijos tísicos de las familias adineradas.

### Coco
Personaje infantil ampliamente conocido dentro y fuera de Asturias, célebre por una famosa nana que en una de sus estrofas reza "Duérmete niño, duérmete ya / Que viene el Coco y se te llevará" (en una versión alternativa, la estrofa dice: "Duérmete niño, duérmete ya / Que viene el Coco y se te comerá"). Se le supone un espectro nocturno de horripilante aspecto y muy poco halagüeñas intenciones cuyo nombre deriva del latín Kakos o Kaíkos, que significa precisamente "feo", que rapta a los niños desobedientes por las noches o a aquellos que no duermen, para después llevárselos lejos de sus casas. Se desconoce lo que hace con ellos.

### Cordobeyu
Variante asturiana del Gamusino. Se trata de un tipo de pez imaginario, en teoría muy sabroso al paladar, pero tremendamente esquivo y juguetón con los humanos. En la zona de Caudal se solía decir que solo podía ser pescado metiéndose en la corriente de agua durante una noche fría de invierno de gran helada, con la red abierta entre las manos mientras se recitaba: "Cordobeyu, vente al cestu / Cordobeyu, vente al cestu". También era usado como objeto de broma por los pescadores asturianos con los aprendices o con aquellos pescadores forasteros que llegaban de fuera del Principado de Asturias, retándoles a pescarlo en vano. Otro canto, más jocoso, decía: "Cordobeyo, ¡vente al cesto! / Que el de Oviedo aquí te aguarda / Y el que ye listo y agudo / Caliente ya ta na cama".

### Cortador
Espantajo de la zona de Purón, en Llanes, usado por las madres para prevenir a sus hijos que no se manchasen las manos con las cáscaras de las nueces, o de lo contrario El Cortador se aparecería para cortarles las manos.

### Cúcara Mala
Se trata de una asustaniños que merodea por el pueblo de Caleao, en Caso, a la que se le da un aspecto horrible, ya que sus dientes están siempre sangrando.

### Cuélebre

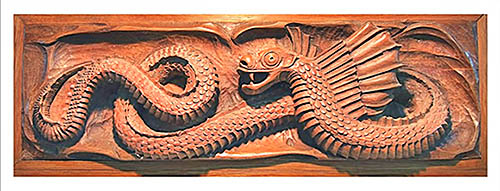
El Cuélebre

Serpiente gigantesca que custodia tesoros o a les xanes. Como son inmortales, con el paso de los siglos las escamas se le vuelven tremendamente gruesas e impenetrables, y le salen alas de murciélago, pareciéndose más a un dragón que a una culebra. Emite unos molestos silbidos y no se suele mover mucho del sitio que custodia, pero cuando lo hace es para comer ganado o a hombres, habitando en la espesura de los bosques, en torreones de castillos en ruinas, en la orilla de los ríos o en las fuentes de grandes cavidades subterráneas. Tienen como principal misión la de proteger fabulosos y enormes tesoros o a personajes víctimas de un encantamiento o hechizo. En las historias de cuélebres más conocidas se le suele matar dándole de comer una piedra al rojo vivo, o con una hogaza de pan llena de alfileres, y en la mañana de la Fiesta de San Juan el Cuélebre se aletarga o pierde su poder, que es cuando pueden ser rescatadas sus prisioneras (ayalgas o atalayas), junto a sus fantásticos tesoros. Otro mito relacionado con el cuélebre es la «piedra del cuélebre», con la que se cree que se curan ciertas enfermedades. Se dice que seis culebras se juntan al cuélebre y las babas de todas ellas crean dicha piedra al endurecerse.
Entre otras tareas que realiza está la de proteger los mundos subterráneos en donde habitan los razas de seres feéricos o elementales que viven ocultas a los ojos de los hombres; estos accesos suelen estar ocultos, pero hay casos en que estos seres salen en busca de chicas jóvenes para convertirlas en su gente y llevárselas con ellos (algo que tiene paralelismos con el mito griego de Perséfone, secuestrada por el dios Hades para convertirla en su reina del mundo de los muertos). Las ayalgas seducían con sus dulces cánticos lastimeros a pastores y viajeros que pasaban cerca de su lugar de cautiverio en la confianza de que venciesen al cuélebre, existiendo de manera muy curiosa unas guías de tesoros llamadas gacetas o lliendas en las que se describen los lugares donde pueden encontrarse dichas riquezas ocultas (y por tanto el escondite del cuélebre). Quienes deseaban tales tesoros ocultos (que consistían en fantásticas piezas de oro dejadas en el interior de las cavernas por los moros (no mouros) en su "huida" de Asturias) debían matar primero al cuélebre que moraba en su interior. Muchas veces eran ayudados por las ayalgas, pero en otras debían enfrentarse solos a la prueba. En una versión alternativa de la historia los cuélebres no son inmortales, y cuando sus escamas se endurecen es el aviso del fin de su vida terrenal, por lo que abandonan sus refugios para morir en el fondo de la Mar Cuayada, encontrando reposo en las profundidades y dedicándose al cuidado de tesoros durante toda la eternidad.

### Curuxa
Se trata de una lechuza, que si se posa o ronda la casa de un enfermo significa que este enfermo va a fallecer, sobre todo si mientras sobrevuela su casa por la noche se le oye cantar: "Ahora vas túuuu, hasta vas túuuu...". También se oye en Asturias que este mensaje lo realiza la corneja y el cuervo. Otra historia habla de la aparición en el pueblo de un perro negro que nadie había visto antes, que se para delante de la casa de un enfermo y se pone a aullar, rondando la vivienda hasta el fallecimiento de dicho enfermo para luego hacerle compañía hasta que finalmente es enterrado, desapareciendo luego para siempre. La Curuxa se considera una de las figuraciones de la Guaxa.

### Demo
También llamado Satanás, Lucifer, Belcebú, El Maligno, El Oscuro, etc., y llevado a Asturias en la Edad Media por la Iglesia católica (en un intento no conseguido de desterrar el resto de creencias paganas), se trata de la encarnación del mal y enemigo de la raza humana, a la que siempre intenta atraer sobre ella todas las desgracias y males de que dispone con sus poderes infernales y sus legiones de demonios. Se le supone sabedor de los conocimientos ocultos de la naturaleza tanto de animales como de minerales y plantas, así como de la capacidad de levantar enormes construcciones (puentes y similares) en una sola noche, así como la causa de la mayoría de males acaecidos en pueblos y aldeas. No obstante, la tradición lo retrata como un ser de amplios conocimientos pero fácil de engañar gracias a la astucia (similar al Basajaun vasco), en especial a la hora de adquirir conocimientos o cuando este pide pactar a cambio del alma de quien negocia con él, evitando de esa forma que el Demo se apropie de dicha alma.
Una de dichas fábulas relata que en Grandas de Salime un hombre se presentó en una cueva donde habitaba Demo, alardeando de que en el pueblo se había inventado la sierra, a lo que Demo contestó: "Eso es que visteis la hoja del castaño". El hombre contestó diciendo: "No la vimos, pero ya la veremos", yendo con rapidez a ver dichas hojas dentadas y convirtiéndose en el primer herrero al sonsacarle también el conocimiento para forjar el hierro y soldarlo, o que en San Tirso de Abres se dice que el Demo se encuentra con varios hombres que estaban aserrando un árbol, y que para facilitar la tarea va torciendo los dientes de la sierra, de manera que consiguen serrar mucho mejor. Debido a su naturaleza religiosa, el Demo (o El Diañu) no se relaciona con el resto de seres mitológicos como el trasgu o la xana (etc.), ya que todos ellos tienen una aversión natural hacia la religión y cuanto esté relacionado con el Cristianismo.

### Demonio l'Airón
Personificación del viento huracanado que surge en Cangas del Narcea y que también se deja sentir en pueblos del oriente asturiano como por ejemplo Moñes o San Martín L'Arteosa (ambos en Piloña), que gusta de provocar vendavales para derribar árboles de sus emplazamientos, destrozar las cosechas o arrancar de cuajo las tejas de los tejados de las casas, bufando y silbando atronadoramente. Suele decirse también algunas frases cuando el viento sopla fuerte: "Hay un viento del demonio", "Hay un airón que lleva", "Hay un airón que tumba", "El demontre que te lleve" o "Malos demonios te lleven", etc.

### Destripador
Natural de Gijón, Carreño y Gozón, se dice de él que vive dentro de las plantaciones de maíz, esperando por la noche a cualquier confiado que vaya a hacer algún robo o una travesura, momento que este aprovecha para capturarlo dentro del maíz y hacer honor a su nombre, destripándole despiadadamente.

### Diablecos
Duendes domésticos de pequeño tamaño procedentes de Boal, extendidos por todo el occidente asturiano y otras zonas como Allande y Cuaya (Grado), que pueden realizar tareas imposibles para las personas. Se les concede el poder de adivinar el futuro, pero en caso de volverse en contra de los humanos con los que habita, son lo bastante vengativos para hacerles enfermar a su conveniencia o en casos más graves, de poseerlos como si de un demonio se tratase (de ahí su nombre). Se les relaciona con los Malinos del oriente asturiano.

### Diablu Saltón
También llamado Diablu-Caballu, se trata de un equino sobrenatural que se aparece por el concejo de Navia, invitando a cualquier moza con la que se encuentra a sumirse a su lomo para dar una cabalgada, pero una vez la muchacha cae en la trampa y sube a su grupa, el caballo sale a la carrera hasta el cercano paraje de El Barroso (Soirana), donde se despeña con su víctima por un acantilado.

### Diablu'l Ríu
Demonio procedente de Veiga, en Navia, que chapotea en las aguas de los ríos cerca del lavadero de Soirana, haciéndolas levantar con un ruido ensordecedor. Su nombre es una traducción al asturiano del castellano Diablo de Río.

### Diañinos de les Tenaes
Llamados en español los Diablillos de los Graneros, son duendes naturales de Cangas del Narcea (como el Trasgadiellu) que moran entre la hierba, los tocones y los pajares, aunque por el invierno, en los meses más fríos del año, se encuentran más a gusto en los graneros, a la lumbre. No son mayores que murciélagos, de color rojizo. Entre otras artes, se dedican a travesuras como soplar hierba a la cara de la gente o del hocico del ganado, para hacerles estornudar y llenarles los ojos de ciscos, evitando lanzar fesorias o trentes que puedan ser letales.

### Diañu Burlón
El Diablo Burlón normalmente es representado como un caballo, aunque se puede transformar en otras criaturas como un burro, un carnero y un cerdo. No suele ser muy dañino con los humanos, normalmente solo gasta bromas pesadas, como incitar a los campesinos a hacer una determinada acción con la mejor de las intenciones y resultarles equivocada (siendo entonces conscientes de que han sido engañados por el Diañu Burlón), o dejar que el fatigado caminante se monte sobre su lomo, para entonces cabalgar a una velocidad endiablada en ir aumentando en tamaño. El asustado jinete, al realizar una invocación a alguna potencia celestial (por lo general: ¡Xesús, Xosé y María!) se libera de la siniestra cabalgadura para dar con sus huesos en una riega. Gasta bromas a los mozos que merodean con intenciones innobles o a los que vuelven despreocupados de la romería.
A pesar de no ser excesivamente dañino para las personas, es adorado por las bruxas del oriente y centro de Asturias y representa al macho cabrío y al diablo. A diferencia del trasgu, que limita sus travesuras al ámbito doméstico, el Diañu Burlón puede hacer sus travesuras en las cuadras o en el bosque. También es capaz de hacerse pasar por humano, siendo una de sus diabluras más insidiosas la de disfrazarse de un indefenso niño, a la espera de una mujer que lo encuentre y se lo lleve a casa para calentarle al fuego y darle de mamar. Entonces este se escapa por la garmayeira o gramalleira (la cadena de donde cuelgan los calderos al fuego de la chimenea) gritando con risa burlona: "Ajajá, que comí sopes; ajajá, que les comí; ajajá, que te ví el cú; ajajá, que te lu ví". También se le atribuye la habilidad de realizar cualquier trabajo manual y de guardar tesoros, al igual que los cuélebres. En Tineo se les atribuye fama de constructores, como uno que construyó el puente de Salime. Los aldeanos del lugar le arrojaron del puente una vez terminado con idea de que se ahogase, pero este logró escapar del río gritándoles desde la orilla: "Eh, salíme, salíme", dando nombre así al pueblo. Para librarse de él, en el occidente asturiano le cantan: "Jesús, María y José / Si eres el Diablo, de ti reniego / Mal añu pa ti, doite mierda de gatu negru / La cruz te fago, veite pa las Peñas de Fontoira". En el oriente asturiano el canto varía ligeramente: "Jesús María y José / Si eres el Diablo, de ti reniego / Mierda de gatu p'al diablu / Vete pa' la Peña".

### Dríade
Mito importado desde la mitología griega (al igual que las nereides), la dríade es una ninfa de los bosques muy parecidas a les xanes, pero con una diferencia vital en su apariencia, ya que solo es humana de cintura para arriba. Consagradas a los árboles, llegan a fusionarse con estos de manera que de cintura para abajo tienen cuerpo de árbol (por regla general, aunque no exclusiva, un roble). Aunque no son inmortales al igual que sus parientes les xanes y otros seres fantásticos, gozan de una vida muy longeva, ya que las dríades solo mueren cuando el árbol lo hace. Según la tradición, se dice que un árbol que un humano es incapaz de talar es por la presencia de una dríade, debido a su unión con él, y que el cura del pueblo es capaz de detectar cuando que la dríade se ha ido, lo que se confirma cuando el árbol es finalmente talado (una práctica que en pueblos y aldeas servía contra la tala indiscriminada, preservando así el entorno natural y el medio ambiente en épocas pasadas).

### Encantos
Mito popular extendido a lo largo de toda la geografía española, un encanto (o encantado) suele ser un hombre o mujer que por acción de algún sortilegio o encantamiento quedan anclados al mundo de lo sobrenatural, por lo general custodiando tesoros ocultos a lo largo de siglos, en profundas y remotas cuevas subterráneas, a la espera de que una persona llegue para liberarles de su maldición y de esa forma volver a vivir entre los humanos (aunque a veces el encantado no es un humano, si no un ser sobrenatural como hadas o ayalgas deseando regresar con sus compañeros del bosque). En su condición de encantados son inmortales, amén de poser algunos poderes mágicos que les permiten cambiar de forma por voluntad propia, llegándoseles a relacionar con los mouros por su mismo tesón a la hora de guardar secretos ocultos. Aunque suelen presentarse de forma individual, también pueden aparecer en pequeños grupos de dos, tres o hasta cuatro encantos a la vez. En el idioma asturiano su nombre sería Encantus.

### Espumeros
Duendes del mar y parientes de los ventolines, extremadamente pequeños como un niño de corta edad, que visten un traje de algas, llevan caracolas marinas que les dan las serenas, y ellos les corresponden con sus collares de flores, por lo que en ocasiones salen a tierra a recogerlas. Existen dos clases de espumeros: los morenos, que tienen unos ojos extremadamente brillantes, por lo que en ocasiones se ponen delante de los barcos en días de niebla para llevarlos al puerto, y los rubios, que salen a tierra firme para adentrarse en las casas de los marineros y llevar noticias de estos a sus familias o viceversa. Tanto unos como otros cabalgan las crestas de las olas o en las estelas que dejan los buques y barcos de los pescadores. Son muy miedosos, de ahí que si estalla alguna tormenta o galerna se refugian rápidamente entre las rocas. Se dice que en ciertas mañanas especialmente brumosas se pueden ver neblinas flotando sobre las olas que en realidad no es un espumeru, si no miles de ellos envueltos en sus mantos blancos, buscando refugio seguro en la costa.

### Familiares
Llamados llares en el idioma asturiano, se trata de un mito ampliamente extendido por diversos países de Europa como Gran Bretaña, Francia o Grecia, siendo entidades de muy alta inteligencia conjuradas por magos, hechiceros o brujos que suelen adoptar forma de animales, de criaturas mitológicas o incluso demoníacas (según el caso). Sin embargo, a diferencia de sus parientes europeos (que deben sumisión y obediencia total a una determinada familia, que procura mantener a su lado a dicho espíritu de padres a hijos), los llares asturianos son protectores de una gran generosidad para con la familia con la que viven que actúan por propia voluntad, renegando de cualquier muestra de agradecimiento por parte de sus protegidos humanos ni tampoco reclamando recompensa alguna, haciendo el bien de forma desinteresada por simple bondad altruista, o por la simple razón de no tener otros menesteres en los que ocuparse.

### Farroncu
Ser fantástico de la comarca de Navia, dedicado a asustar a los niños, al que también se le conoce como Zarronco y Zarrouco.

### Fiera Cuprecia
También llamada Fiera Cornelia, Fiera Currupia, Fiera Gurupecia o Fiera Alzurrupia. Bestia de extraño aspecto parecido a la quimera de la mitología griega, con cuerpo de lagarto provisto de cuatro mamas, cola, boca de león y cuernos de toro. Este ser se dedica a asustar a los niños que encuentra por los bosques, llevándoselos después. Según una copla: "Tiene boca de león, los cuernos de toro bravo, pelo como una mujer y alas de pescado, las uñas como puñales, las orejas de carnero y en el rabo una cruceta que causa terror y miedo...". En los cantares de ciego, sin embargo, se le atribuía una figura femenina, en la mayor parte de los casos aspecto de una ogresa o de una bruja greñuda y fea. La Fiera Currupecia tiene a su vez presencia en Álava, recibiendo el nombre de Fiera Corrupia, a la que describen como un dragón rojo, con siete cabezas, diez cuernos, y unos candeleros con velas en cada cabeza.

### Freba
Un hada de los prados, pequeña y brillante, que viaja en un carro de oro del que tiran grillos o escolancios (luciones), entre la hierba rosada del alba. Si alguien se encuentra con ella, lo que es bien difícil, queda sumergido para siempre en una pereza triste y placentera al mismo tiempo, ya que ninguna ayalga puede superarla en belleza, por lo que el infeliz que consigue verla queda prendado de sus encantos el resto de su vida, pero sin posibilidad de alcanzarla o estar a su lado. De alguien ausente y con aire nostálgico se dice que: "Probe, namorólu Freba".

### Fueos Fatuos
Llamados en español fuegos fatuos o Luces de San Telmo, es una creencia muy popular y extendida tanto dentro como fuera de Asturias. Se trata de unas esferas de luz iridiscentes o llameantes que se aparecen por las noches, que se cree son las almas de los difuntos que no han podido llegar al cielo, rondando por las copas de los árboles en los bosques y también por cementerios. De aparecerse en el mar, la tradición dice que se trata de las almas de los que murieron ahogados al caer de su barco o durante un naufragio del mismo, que no han podido irse al Más Allá y que se quedan condenados a vagar por las aguas. Si se aparecen en los mástiles de los barcos se considera un presagio de mala suerte y que el barco va a naufragar. Especialmente célebres son las Iluminarias de Llouciernas (Luminarias de Luciernas) en Tineo.

### Fute Canela
Bruja de aspecto horroroso que ronda por el concejo de Aller, que se lleva los ojos de los niños desobedientes.

### Gallu de la Muerte
Se trata de un gallo negro de cresta blanca, con pintas azules y encarnadas, que mata a quien escuche su canto al día siguiente, al ocultarse el sol. Según la tradición, una vez cada cien años los milanos ponen un huevo colorado en el nial (nido que se hace en los pajares) que hacen en los escajos. De dicho huevo sale un pájaro mitad blanco, mitad negro, más grande que las gallinas, cuya esperanza de vida es de 50 años justos. Al morir, de sus carnes putrefactas nace un gusano verde, que irá creciendo y ennegreciendo gradualmente hasta convertirse finalmente en el Gallu de la Muerte. De escucharse su canto, la única cura reside en hervir en aguas de romero unas hierbas cerca de los manzanos silvestres que solo crecen en primavera, de hojas azules y raíz negra, y hacer beber la infusión al toque de oraciones a quien haya escuchado dicho canto. Sin embargo, dichas plantas no han sido vistas ni encontradas jamás.

### Xitanu Señoritu
Natural de Gijón, se trata de una de las muchas variantes existentes del Home del Sacu. Al igual que otros asustaniños astures, secuestra a los pequeños que se portan mal.

### Grumante
Cíclope gigantesco que merodea por la zona montañosa de Sotres (Cabrales), que vive en las simas y que si se encuentra con algún infeliz que merodea por alguna o se halla haciendo de espeleólogo, estira su largo brazo para capturarlo y comérselo. Se dice que en las simas donde hay un cuélebre, hay un grumante. Se suele decir que cuando alguien está muy enfadado o furioso: "Calla, que pareces un grumante". En Tielve (Cabrales) el Grumante hace las veces de Nuberu, llevando la tormenta al pueblo. Otra representación suya le da el aspecto de un varón muy feo, vestido de negro, que lee libros de magia negra para hacer tormentas y sacar a los cuélebres de las cuevas atados a sus zapatos. En los valles altos y montes de Cavandi, Peñamellera Baja, les sacaba la sangre a los cuélebres para llevarla "allí dónde hiciera falta", sin saberse exactamente su propósito. La palabra Grumante tiene su origen en el término latín "nigromante", que significa hechicero o mago negro.

### Guaxa
Es un ser tenebroso, representado en forma de mujer vieja, arrugada y fea, de ojos encendidos como la lumbre, con un solo y enorme diente a modo de colmillo en la encía superior, situado justo en el centro de la boca. Por las noches entra en las casas y abriéndoles la arteria del cuello les chupa la sangre lentamente a sus presas, arrebatándoles poco a poco toda su fuerza vital. Sus víctimas suelen ser siempre niños pequeños o ancianos, prefiriendo siempre a los que más rollizos o saludables parezcan, volviendo noche tras noche hasta ver cumplido su cometido: matar al humano. La Guaxa puede esconderse en todos lados persiguiendo a sus víctimas. Un antiguo dicho reza de la siguiente manera: "Por donde pasa un soplo de aire pasa la Guaxa". Según la tradición, el remedio contra la Guaxa es darle al niño un preparado a base de alicornio dejando al sereno durante nueve noches seguidas una medida de agua en la que se ha puesto en maceración trozos de asta de ciervo y alguna porción de plata. En caso de que esto fallase, otro remedio es medir al niño vampirizado con un hilo negro, hacer luego nueve nudos pequeños y otro más grande y colgar el sisal enroscado a modo de collar en la garganta, junto a una bolsita que iban diez grano de trigo. El remedio es más efectivo si el niño pisa descalzo todas las mañanas el rocío de los campos. Coloquialmente se cita la frase "Comiolu la Guaxa", cuando se alude a alguien que ha enflaquecido y se ha desmejorado mucho en poco tiempo. De ahí viene el dicho: "Diz q'anda de nueite por todo el llugar, comendo los nenos que gordos tán". Contra ella y otros brujas estaban amuletos como la cigua el puñín de azabache, la piedra de San Pedro, entre otros. En Cantabria es conocida como la Guajona.

### Güercu
También conocido como Huerco, de amplia difusión en concejos como Grado y Cornellana. Se trata de un terrorífico perro negro con grandes cuernos, del que se dice que vaga por bosques y cementerios. Si sale del mar lo hace arrastrando cadenas. Puede cambiar de aspecto, y si lo hace se aparece en la forma de un futuro difunto, normalmente de la familia o del círculo de amigos de quien se lo encuentra, que más tarde al hablar con dicha persona él/ella niega reiteradamente que ambos se encontrasen en ese momento y lugar (muy parecido a un doppelgänger), lo que anuncia la muerte de esta persona en los próximos días. En Tapia de Casariego es llamado Can d'Oliveros, en referencia a un hombre de Casa Oliveros que tras morir se convirtió en un gran perro negro que vaga por los caminos. En Galicia es conocido como Urco, Can do Urco y Can do Mar, teniendo similitudes con el Gaueko vasco.

### Güestia
También llamada Mala Güeste, La Buena Gente, Estantigua, Huóstica (entre los Vaqueiros de Alzada en Tineo), Güéstica, Güéstiga, la Güestia, la Güestia Caliera (en Zorrina y Salas) y Huestia (comparable con el castellano "hueste"), es un grupo de almas en pena vestidos con sudarios blancos con capucha que vagan durante la noche, siendo imposible ver sus caras al ir encapuchados. Cada ánima de la procesión lleva una vela encendida, y esta no siempre es visible, notándose su presencia en el intenso olor a cera y el viento que se levanta a su paso. Suele constar de ocho ánimas (aunque este número puede variar notablemente) más el líder que la encabeza, caminando siempre a fila de a dos. Sale de los cementerios a pie (aunque a veces pueden hacerlo subidos en el Carru de la muerte) emitiendo rezos, casi siempre un rosario, o cantando una salmodia ininteligible u otros cánticos fúnebres, en tanto los últimos cuatro espectros que cierran la comitiva llevan un ataúd cargado a hombros. Durante su vagar por los caminos se les oye decir, como señal de aviso a los vivos, "Andar de día que la noche ye mía", pero también pueden decir "Condo tábamos vivos andábamos a estos figos, ahora que tamos mourtos, andamos por estos gourtos". A su paso cesan todos los ruidos de los animales en el bosque. Los perros anuncian su llegada aullando de forma desmedida, y los gatos huyen despavoridos y realmente asustados. También ronda el atrio de las iglesias, gimoteando mientras el que abre el cortejo toca silenciosamente una fúnebre campana.
La Güestia tiene por misión anunciar a las personas próximas a morir, visitando su casa y rodeándola en cada visita, falleciendo en la tercera vez que se presenta la espectral comitiva. En esta última visita, la Güestia se echa a llorar y apaga las velas para que el moribundo fallezca de pena, momento en el que una copia de su cuerpo ocupa el ataúd, mientras el alma del fallecido engrosa las filas de la procesión, apareciéndose en un féretro que portan vacío cuatro de estas ánimas. Los miembros de la Güestia son los espíritus de los amigos y/o familiares que el finado conoció en vida y que murieron antes que él, que regresan desde el Más Allá para acompañarle en su tránsito al reino de los muertos. En otra versión de la historia portan huesos simulando ser grandes cirios encendidos (iluminados como tales), siendo ángeles sin cielo que procesionan para recordar a los vivos las consecuencias del pecado. En ambos casos, se alejan del pueblo apagando las velas, perdiéndose en la oscuridad para regresar de nuevo al camposanto, donde finalmente desaparecen. En Cudillero se tiene la creencia de no salir a pescar el Día de Difuntos, ya que de hacerlo las redes solo recogerán huesos de muertos en vez de peces. El nombre de Hueste o Güestia deriva del latín hostis antiquus, uno de los sobrenombres de El Diablo.
La tradición estipula que hay tres formas de protegerse contra la Güestia, en el caso de tropezarse con ella. El primero consistiría en dibujar con una tiza en el suelo el Círculo de Salomón (un círculo con el Sello de Salomón -la estrella de seis puntas- en su interior, la cual podría cambiarse por una cruz), y metiéndose dentro, si bien otra versión añade el mantener los ojos cerrados todo el tiempo, no tanto para evitar mirarlos como para evitar que ellos lo miren a uno. El segundo método sería arrojarles un gato negro en mitad de la procesión, lo que causaría el caos entre las ánimas, y salir corriendo despavorido. En el tercer método, bastaría con extender los brazos hacia la comitiva haciendo el signo de los cuernos con las dos manos o, también con ambas manos, realizar el señal manual de la figa o la higa (cerrar totalmente el puño y pasar el pulgar de la propia mano por entre los dedos índice y corazón; un gesto que también es un colgante de protección mágica habitual en la bisutería asturiana, que se talla en azabache y es conocido como el puñín). Ambos gestos, en principio, también valdrían dentro del Círculo de Salomón.
A pesar de ser una comitiva de espectros, esta procesión va encabezada por un vivo que al margen de la campana fúnebre porta en sus manos una cruz o un caldero de agua bendita (a veces, ambos), y que está maldecido a salir todas las noches por los caminos para liderar la procesión, aunque a la mañana siguiente este no tiene recuerdo de su peregrinaje nocturno. A medida que sale a su errar por bosques y caminos la víctima va palideciendo y adelgazando gradualmente hasta que finalmente muere, a menos que antes consiga pasarle la maldición a otra persona para librarse así de su cometido. La tradición dice también que quienes pueden ver a la Güestia son aquellos a los que el cura, por error, los bautizó usando el óleo usado para los muertos en los ritos fúnebres, en vez del agua bendita, aunque también si se posee cierta sensibilidad especial uno podría verla. Alternativamente uno la podría presentir sin llegar a verla claramente, cuyo resultado sería un escalofrío que recorre el cuerpo acompañado de una intensa sensación de peligro o, en cambio, ver solo la luz de las velas encendidas en procesión, que semejarían fuegos fatuos que flotan en el aire. En Castilla y León se la conoce con el nombre de La Pantalla, en Zamora se la llama La Estadea, y en la sierra de Las Hurdes, Extremadura, es conocida como Cortejo de Gente de Muerte.

### Guirria
Personaje fantástico a medio camino entre la leyenda y la tradición popular, natural de San Juan de Beleño, en Ponga. Se trata de un ser mitad hombre, mitad demonio, cuya antigüedad se remonta al siglo IV d. C., que sale a la calle el día de Año Nuevo a pedir el aguinaldo y a cometer pequeños desmanes y travesuras, amante de perseguir a las mozas del pueblo al igual que otros parientes suyos, como el Busgosu o el Beyosu. Convertido en 2007 en Fiesta de Interés Turístico Regional y en una de las más importantes del concejo pongueto, el Guirria (eje central de la Fiesta del Guirria y del Aguinaldo) es representado por un joven del pueblo que debe tener más de 15 años de edad, que no esté casado y tampoco tenga hijos. Se presenta vestido con un traje de estilo arlequín a cuadros anaranjados y azules (completado con un gorro cónico o picudo, también naranja y azul), con una careta blanca, una larga y lisa barba negra que llega hasta el pecho y un grueso y duro palo de avellano, que le sirve para dar saltos. También lleva un zurrón o bolso cruzado lleno de ceniza para arrojar a los mozos (nunca a las chicas). Va acompañado por un cortejo de aguinalderos, los cuales van montados a caballo (en burro, si son menores de 15 años) y cantan coplillas, mientras recorren las calles del pueblo, sin llegar a bajarse de sus monturas a lo largo de la festividad.
El ritual del Guirria comienza en Nochevieja, una hora antes del cambio de año, cuando se reúnen los jóvenes solteros y solteras del pueblo que sean mayores de 15 años. En dos cántaros se introducen las papeletas con el nombre de los allí presentes para ir emparejándolos al extraerlas. La principal obligación posterior a los emparejamientos es que el chico, a partir de las primeras horas de la noche, se presente en casa de la moza que le haya correspondido en suerte con un paquete de "corbates" (castañas guisadas recién hechas, considerado símbolo de fertilidad), un regalo y las papeletas grapadas con los dos nombres. La moza se compromete a invitarlo a cenar en su casa, en presencia de la madre. Se cree que esta es una fórmula para que las parejas se conozcan y para fomentar matrimonios futuros, algo que se remata con la visita del Guirria, ya que al tener total libertad e impunidad para besar, tocar y achuchar a todas las mujeres, se considera que sus abrazos dan buena suerte a la hora de encontrar pareja. Este, en su recorrido de Año Nuevo, tiene por obligación besar a cuanta chica se encuentra por las calles y los caminos, amén de llamar a las puertas de todas las casas del pueblo en busca de comida, bebida y dinero, en una carrera frenética cada 1 de enero que se prolonga hasta las nueve de la noche, dando su bendición a las nuevas parejas para que el amor surja entre ellas. El vocablo "Guirria" tiene orígenes diversos: uno de ellos lo sitúa en "guerrire", que en latín significa "retozar" o "saltar de gozo", en tanto en otro lo ubica en la palabra vasca "oguerria", que en el idioma Euskera quiere decir "Navidad".

### Home de Brul
Espantajo que merodea por Brul, un pueblo de Castropol. Al igual que el Home del Sacu, se llevan a las ánimas en pena que encuentras en este juego de niños.

### Home del Cuchu
Duende en exceso molesto que tiene su morada en lo más profundo de las grandes pilas de cuchu (habituales en las huertas de aldea para abonar la tierra y los cultivos), por lo que es difícil o imposible verlo, que se destaca por su mala acción contra los labriegos. Incapaz de soportar la luz solar, sale por las noches para acercarse a escondidas a los imprudentes campesinos y paseantes, lanzando un buen puñado de este desecho orgánico en la espalda o en la cara de su desafortunada víctima, desapareciendo justo después a la velocidad del rayo para volver a su escondrijo, quedando únicamente de él una sorda carcajada en el aire.

### Home del Sacu
Versión asturiana del Hombre del Saco, un mito ampliamente extendido por la geografía española. Este lúgubre personaje ronda por los caminos con un saco al hombro, por las noches, deambulando por las calles en silencio para raptar a los niños que pasan, metiéndolos en su saco y llevándoselos, no volviéndose nunca a ver de nuevo. En una versión del mito simplemente los mata por portarse mal, mientras que en otra alternativa se los come.

### Home Llobu
También llamado Llobu Cerval o Llobu Cervante. Al igual que en otras culturas del mundo, el hombre lobo o la mujer loba (en asturiano, muller lloba) tiene presencia en la cultura asturiana, pudiendo encontrarse historias que hablan de hombres que por medio de algún maleficio se han visto condenados a transformarse en lobos y a vivir como tales. Dicha maldición del licántropo, en Asturias, suele ser producto de conductas carnívoras censurables, bien porque el infeliz se saltase la prohibición de comer carne en Cuaresma o bien por su gorronería al dejar sin ración de carne a sus familiares, los cuales se lo recriminarían formulando: "Así te volvieses lobo para que te hartes bien de carne". Esto conllevaría el tránsito de persona a lobo, transformándose completamente en este animal y viviendo bajo esa forma durante siete años.
En versiones alternativas de la historia no suele ser necesario que haya luna llena para que se produzca la transformación, e incluso esta puede darse de forma involuntaria. También se dice que en un matrimonio donde todos los hijos son varones, al llegar al séptimo o al noveno, este nacerá con dicha maldición, a no ser que sea apadrinado por el hermano o hermana mayor. Otra opción para transformarse es que se trate de hijos ilegítimos, especialmente si el padre es un cura o un sacerdote, o que fuesen víctimas de una maldición paterna. Un método para evitarlo es orinar sobre ellos. Ocasionalmente el home llobu puede guiar a las manadas, combinando sus instintos animales y su inteligencia humana para atacar al ganado. A diferencia del lobo en si, el home llobu no teme al hombre, siendo brutal y despiadado en sus ataques (ya que las heridas que provoca no cicatrizan), pero si es herido entonces recuperará su forma humana.
Su apariencia es en sí misma aterradora: mitad animal mitad humano, con piernas y brazos muy largos y con garras aceradas; camina en cuatro patas, pero también puede erguirse como un ser humano, siendo todavía más amenazador. Sus ojos sesgados son rojos junto a una hoguera y verde amarillento a la luz de la luna. Si alguien consigue matarlo, lo mejor que puede hacer es incinerar su cadáver, puesto que no conviene inhumarlo o enterrarlo. Si una persona tiene el dedo tan largo como el segundo de cada mano o si sus cejas son espesas y unidas por el entrecejo, puede ser sospechoso de transformarse en lobo por las noches. Algunas fórmulas para matarlo son quemarle la piel en el mismo momento de la transformación, herirlo con bala de plata bendita, o hacerlo sangrar con una rama de acebo bendita en Domingo de Ramos.

### Home Marín
También escrito como Ome Marín. Siniestro personaje originario de Tapia de Casariego y El Llano, vinculado a mitos como el Hombre Pez de Liérganes, con dientes verdosos y el cuerpo cubierto de escamas, mitad hombre y mitad pez, del que hace tiempo se dejó de tener noticia en las costas, atribuido a la sistemática contaminación del litoral asturiano ocasionada por el progreso industrial en la región. En una versión alternativa de la historia su melena es de algas y su cuerpo está recubierto de escamas, con los dientes verdes, que devora cuanta criatura se cruza en su camino, humanos incluidos. Merodea por las costas en busca de barcos pesqueros, divirtiéndose con ellos rompiendo sus aparejos de pesca al crear grandes oleajes o aprovechando las tormentas que puedan coger al barco desprevenido antes de que este pudiese volver a puerto, si bien en Tineo se dice que el Home Marín puede aparecerse al subir el cauce de los ríos, saltando de las aguas para violentar y abusar de las mozas que tienen la desgracia de cruzarse con él. Otra de sus diversiones es destrozar los propios barcos pesqueros con los que se encuentra, para dejar a los marineros naufragados en mitad del mar. También se le conoce como Repunto, precisamente por aprovechar los repuntes o puntos altos de las olas para lanzarse a por los barcos.

### Homones
El Homón, los Homones, son gigantes que habitan en cuevas, siempre cerca de los ríos. Dado que su presencia está muy extendida por varios concejos asturianos, como por ejemplo Navia, Villayón y El Franco, entre otras zonas, es fácil que cada uno tenga su propia historia o leyenda sobre ellos. Irónicamente poco se sabe sobre estos seres, excepto que se limitan a observar desde las rocas a los caminantes, causándoles en ellos un miedo cerval a causa de su aspecto, sin que sean especial o particularmente agresivos. Se les atribuye la creación de monumentos megalíticos, y visten con pieles de oveja, alimentándose de carne cruda, bayas y frutos silvestres. En la memoria colectiva de los asturianos se les tiene en alta estima, considerándolos un remanente de lo que eran los primitivos pobladores del Principado de Asturias, relacionándoseles también con los mouros. A su equivalente femenino se le llama muyerón o muyerones.

### Ingalius
Duendes naturales de la región de Ibias, que sienten una especial predilección por molestar a los niños pequeños, a los que les impiden crecer debidamente mediante una delgadez muy acusada, o haciéndoles palidecer poco a poco. Cuando un niño está encanijado y enjuto se dice que tiene los ingalius. Para curarle de semejante posesión, se reúne la familia, atándole las piernas con un hilo de lana, que debe ser hilada antes en la misma casa. A continuación, una persona lo lleva hasta la encrucijada de dos caminos por los cuales haya pasado o pueda pasar el viático (persona próxima a la muerte). Allí se sienta con el niño entre sus brazos para, a la primera persona que pasa junto a ellos, entregarle unas tijeras y decirle: "Home que vienes con fortuna, corta los Ingalius a esta criatura". El hombre (o mujer) corta el hilo que ata las piernas del niño, con lo que queda cortada la enfermedad. Para que la operación surta efecto, ha de realizarse en silencio, y las personas que intervienen en dicho exorcismo tienen que separarse sin despedirse en modo alguno.

### Llamarguiellu
En Asturias había antaño muchas y grandes charcas, pero la codicia incansable de los hombres agotó muchas de ellas en su proceso de industrialización. Es allí donde tenía su refugio este ser, también llamado Pin de los Barrizales. Destaca por sus ojos, del todo emblanquecidos y saltones, y por su cuerpo negro y deforme, cubierto de cuchu y lleno de ampollas. Se arrastra por la noche entre las aguas estancadas y embrozadas de los cenagales, rodeado de seres como ranas, sapos, culebras y salamandras. Muy tímido, se sumerge enseguida en su mundo oscuro y viscoso a la menor señal de alguien cercano, por lo que no se le conocen maldades ni bondades relacionadas con él, siendo un ser de la naturaleza salvaje que vive al margen de la raza humana. En tanto algunos lo creen una jovencita encantada (como las ayalgas), otro lo tienen por un animal salvaje aún sin catalogar por la ciencia.

### Llavanderes
Mito ampliamente extendido por el principado, al punto que Lavandera, un pueblo de Gijón, recibe su nombre. Son mujeres viejas y arrugadas que lavan ropa en los ríos por la noche. Aunque es fácil escucharlas es muy difícil verlas, ya que no les gusta ser observadas. Aquel que logre verlas será invitado a lavar la ropa con ellas, pero el que rechace la invitación, las mire directamente a la cara o lavase la ropa apuntando hacia alguna de ellas, será ahogado en el río por todas ellas (o apaleado hasta la muerte con las palas de lavar, según otra versión del mito). Las llavanderas tienen una parte positiva al ayudar a apagar incendios en los bosques al desviar los cursos de los ríos, pero detestan profundamente a los jóvenes, en especial a los que no tienen respeto por las tradiciones. Poseen cierta similitud con las banshees irlandesas.

### Lloba Blanca
Leyenda propia del interior sur del principado, en los Picos de Europa. Se trata de una loba de gran tamaño, más que cualquier lobo macho, y de pelaje totalmente albino, que gobierna una manada de lobos en lo más oscuro del invierno. Merodea por los altos prados anexos a los picos, las cordilleras y los alrededores de los pueblos montañosos, siempre con las mayores nevadas. Silenciosa y fantasmal, jamás se la puede cazar. Llega de repente y todos los lobos de la comarca la siguen dóciles. Según la tradición, aquellos que la ven, tanto si son hombres fuertes como jóvenes vigorosos, pierden el aliento a la vez que envejecen prematuramente al encontrársela, entre el bosque o en los picos, y sentir su mirada de hielo clavándose en ellos. Aun así, nunca se la ha visto atacar o matar al ganado o a las personas, ni tampoco cuidando crías de lobo.

### Lloberu
Leyenda que surge en Llanes. Son hombres y mujeres que se crían entre lobos, llegando a mandar en las manadas. Los lloberos (o lloberas) son distintos a los casos de licantropía, donde el individuo se convierte en lobo. De este último se cuenta que es la maldición de un padre a su hijo por comer demasiada carne, entonces este se va de casa y se revuelca por la tierra, convirtiéndose en lobo, se encarga de que los lobos no se coman el ganado ni ataquen a las personas, pasados siete años, se revuelca de nuevo en la tierra y la maldición se va. Está documentado históricamente el proceso llevado a cabo por el Santo Oficio contra Ana María García, la Llobera de Llanes, fechado en 1648. En Mieldes, Cangas del Narcea, son conocidos
como Llobos Meigos, que solo se transforman en lobos al llegar la noche.

### Madrona'l Ríu
Espectro femenino natural de Castañedo (Cangas del Narcea), que habita en el propio Río Narcea y que se dedica a llevarse a los niños que van solos al río y a los pozos de El Arenón, Vegaxu y La Ponte, con la que las madres asustan a sus hijos para que no se aventuren en sus orillas ni se bañen solos en el río ni en los pozos. Su nombre, en el idioma asturiano, se traduce literalmente como Madre del Río.

### Malinos
Espíritus o diablillos invisibles del oriente asturiano como en Caso, que también se dejan sentir en sitios más céntricos como Gozón o Ules en Oviedo, que pueden adoptar aspecto de sombras u ocultarse entre ellas. Suelen aprovechar la digestión de las comidas para acomodarse en el interior de las personas, de ahí que se implantase bendecir los alimentos antes de comer, como gesto para espantar a estos perversos parásitos espectrales. Entre las consecuencias de una posesión de los malinos están el nerviosismo y la inestabilidad emocional, así como confusión y apatía, puesto que los malinos actúan de forma colectiva, juntándose cientos o miles de ellos a la vez con idea de causar el mayor daño posible. Atormentan a sus víctimas con otras dolencias y enfermedades como la locura o esquizofrenia (en un intento de matar a su víctima o de que se suicide), de las que no se libran hasta que son sometidos a un exorcismo que logra expulsarlos del cuerpo del poseído, viéndose débilmente como una especie de humo o vapor que sale del cuerpo. Su nombre, malino, es una variación al idioma asturiano de "maligno", indicando su carácter negativo y perverso. Se les relaciona con los diablecos del occidente asturiano.

### Manona
También llamada la Mano Negra, Mano Chasmosa en Allande y Manu Pelusa en Piñera y Piloña, se trata de una mano gigantesca, velluda y horripilante, sin más cuerpo visible más allá de la muñeca, que perturba todo dentro de una casa, alterando los aperos y labranza y que tiene la "virtud" de embrollarlo todo, que también ronda por Gijón. Entre sus principales aficiones está la de apretar el cuello y el pecho de quienes están durmiendo, provocándoles de ese modo pesadillas y serias dificultades respiratorias, por lo que muchos la asocian al Pesadiellu. Para librarse de su influjo se pueden conjurar oraciones breves y muy fervientes, o invocar a ciertos santos católicos.

### Mar Cuayada
Reino fabulososes que también está presente en la mitología asturiana, siendo el lugar a donde van a los cuélebres cuando envejecen, que según la tradición fue circunnavegado siglos atrás por San Amaro como una de las cinco paradas del viaje en su periplo al Paraíso Terrenal, en el que se encontraban enormes monstruos que amenazaban a las embarcaciones que intentaban atravesar el lugar. Se trata de una gran masa de agua situada más allá del Océano Occidental, aunque según otras versiones se extiende bajo tierra, razón por la cual recibe también la denominación de la Mar Tapada, cuyos orígenes se remontan a las travesías de algunos navegantes fenicios y griegos, como Piteas de Masilia, que realizaron cerca del círculo polar ártico, en que las aguas se cubrían con grandes capas de hielo durante los inviernos, impidiendo la navegación (lo que justifica el adjetivo de "cuajada"). Según Filemón, los galos y los cimbrios le dieron el tercer nombre de Mar Morimarusa o Mar Muerto, por permanecer totalmente en calma y sin oleaje. En sus profundidades se acumulan innumerables diamantes que pueden ser asidos por los marineros con ayuda de una cuerda. Su nombre en castellano es Mar Cuajada.

### María Cuchillas
Según se dice, María era una joven de clase humilde que vivía en Oviedo en el siglo XVIII o XIX y que estaba enamorada de un ermitaño que había llegado hacía poco tiempo a las afueras de la ciudad y había consagrado su vida a la oración, ganando poco a poco fama de santo y al que algunos iban a ver para hacerle ofrendas y peticiones. Fue en una de ellas donde María quedó prendada de él, pero este la desairó debido a su devoción, por lo que María decidió pedir ayuda a una bruja famosa que habitaba en una cueva cercana, con fama de conseguir imposibles. La bruja convocó a Satanás, que se apareció y le indicó a María que degollase a un niño de su propia familia, entregándole él mismo el cuchillo para cometer el crimen. Esa noche tomió al menor de sus hermanos de la cuna y lo llevó a la cueva cercana al ermitaño, donde culminó su horroroso asesinato, pero entonces y dándose cuenta de lo ocurrido, corrió a ver el ermitaño, explicándole lo ocurrido. Este sentenció que debido a lo que había hecho, quedaría condenada en esa cueva a limpiar la cuchilla de la sangre de su hermano por toda la eternidad hasta que lograse dejarla impoluta, ganándose así su infame apodo. En ciertas fechas se asegura que se puede ver a la desdichada María Cuchillas en la cueva, tratando de limpiar frenéticamente la sangre de su cuchillo.
En una versión alternativa de la historia, el enamorado de María no era un ermitaño sino un hombre de clase alta, lo que impedía que él se fijase en ella debido a que ella era de clase obrera. Para ayudarla, El Diablo se le apareció y le dijo que si quería conquistarlo llevase a su hermano recién nacido a una cueva, donde lo matase a cuchilladas hasta desangrarlo, y con su sangre hacer una pócima o un conjuro para enamorar a su amado. María obedeció pero su hombre fue avisado de lo ocurrido y encontró a María tras cometer el crimen, maldiciéndola y condenándola a limpiar la sangre de la cueva hasta que sus lágrimas se mezclasen el agua de lavar, indicando así su arrepentimiento. Más allá de dichas versiones, a María se la considera la santa patrona de los crímenes sin resolver (algunos cometidos por ella misma), y según se dice se aparece de vez en cuando por las noches ovetenses, portando cuchillos manchados de sangre.

### María les Campanilles
Una tenebrosa fantasma oriunda de Gijón, se representa como una calavera con manos huesudas envuelta en sudario blanco, cuyo cometido es llevarse de sus camas a aquellos niños que no se quieren dormir por la noche.

### Marillona
Una asustaniños que merodea por la zona de Loroñe, en Colunga.

### Marimanta
Una bruja oriunda de Caleao (concejo de Caso), al igual que la Cúcara Mala, que tiene devoción especial de raptar a los niños demasiado inquietos.

### Marruecu
Un asustaniños proveniente de Cabranes.

### Media Cara
Un espectro originario en Santianes de Pravia, al igual que el Piricu Sangrau. Se trata de medio cuerpo humano que solamente tiene una pierna, un brazo y un ojo, como un cadáver ensangrentado que estuviese partido en dos, y que se aparece por las noches para comerse a cuanto niño se cruza en su camino.

### Mouros
También llamados Moros (sin relación alguna con los musulmanes), se trata de una raza de seres mágicos que vivían en Asturias desde el principio de los tiempos, mucho antes de que llegasen los primeros pobladores humanos, que por razones desconocidas se vieron obligados a vivir bajo tierra, creando un mundo subterráneo gracias a redes de túneles, en donde ejercían el oficio de la minería, la metalurgia, la orfebrería (tareas en las que se les atribuye una habilidad inalcanzable para los humanos) o simplemente jugando a los bolos. Se supone que son los constructores de los dólmenes y de los castros, y debido a su forma de vida tienen grandes tesoros y riquezas, que son protegidos por cuélebres o por hechizos. Rara vez salen al exterior a no ser para recoger comida, y solo salen al anochecer, por la noche, o en días muy señalados como la noche de San Juan. No suelen mezclarse con los humanos, a no ser en encuentros casuales. El término "moro" o "mouro" no se refiere a una etnia o raza concretas, sino que deviene del original latín "mauro" (oscuro), en alusión a su aspecto sombrío por vivir bajo tierra. A los niños muy sucios o que se han manchado mucho con el carbón se les dice que parecen mouros.

### Muerte Mesada
Es la encarnación asturiana de La Parca (es decir, la muerte). Se presenta en casa de los moribundos y próximos difuntos, con el propósito de llevarse su alma al Más Allá. Responde a la imagen tradicional de la propia Parca, llevando una guadaña y siendo su aspecto el de un esqueleto en sudario negro. Curiosamente, también se aplica a las personas delgadas y/o demacradas, e incluso a los pollos y gallinas, cuando se encuentran desplumados.

### La Muyerona
Una bruja originaria de Cangas del Narcea que es una malvada anciana que se dedica a raptar a los niños pequeños para llevárselos a su choza (oculta presumiblemente en el interior de los bosques o montes próximos al propio pueblo).

### Nereide
Leyenda importada desde la mitología griega (al igual que las dríades), la nereide es una ninfa de las aguas, vinculadas tanto al mar como a las costas y acantilados. A diferencia de les serenes no tienen cola de pez, sino que son humanas completamente como sus primas les xanes del bosque, y pueden aparecer o bien sobre las rocas de los salientes (a veces una sola, a veces en grupo), o bien montando en delfines o sobre caballitos de mar gigantes. Al igual que les serenes y les xanes, poseen una enorme belleza y una melodiosa voz, con la que pueden seducir a los hombres y atraerlos con sus encantos para que se ahoguen si entran en el agua intentando alcanzarlas, o estrellando los barcos contra los salientes en donde se encuentran si están navegando.

### Nuberu
Conocido como Escolar, Reñubeiru, Nubero, Ñubero, Ñuberu, Nubreiru, Xuan Orito, Xuan Cabritu y Xuan Cabrita, es un conductor de nubes y tormentas. Se le representa como un hombre con espesa y enorme barba, ojos ardientes, orejas puntiagudas, vistiendo con pieles de cabra, con capa negra y un gran sombrero de ala ancha. Puede ser terriblemente dañino con las personas, lacrando pastos y sembrados, si bien puede ser muy beneficioso con aquellos que le ayuden, atribuyéndosele el don de ser un "tempestariu" (un especialista en ahuyentar las tormentas). Crea nubarrones y cabalga sobre ellos, siendo hacedor de la lluvia, la nieve y el granizo, que arroja sobre campos predeterminados por él, arruinando así las cosechas. De carácter dual, también se encarga de llevar el agua a la tierra para hacerla fértil y que de ese modo la cosecha prospere. Sin embargo, lo más temible es su capacidad para crear la niebla más espesas y densas, lo que hace que tanto los pastores como su ganado acaben perdiéndose en el monte.
Según su propia idiosincrasia, el Nuberu vive en Egipto, en lo alto de una montaña (en una versión alternativa, en un lugar llamado Ciudad del Grito o Brita, lo que da lugar a la rima: "Si vas a Brita, pregunta por Xuan Cabrita"). En una ocasión que vino a Asturias montado en las nubes, tuvo la mala suerte de caerse a la tierra. Pidió cobijo y nadie se lo dio hasta bien entrada la noche, en el que un campesino se apiadó de él. En gratificación todos los años le regaba bien sus sembrados aumentando estos su producción. Años después este campesino tuvo, que efectuar un viaje al lejano Egipto, llegando a Brita para encontrarse con él. Al enterarse de que su amada después de tantos años de ausencia decidió casarse con otro, el campesino fue a pedir ayuda al Nuberu, montándole en una nube para llegar a tiempo para impedir la boda y de ese modo recuperar a su enamorada.
En los pueblos astures hay varios métodos para "exconxurar" al Nuberu y así evitar su llegada de sus lluvias y tormentas: tocar las campanas de bronce de la iglesia, o dejando que este viese al cura del pueblo, lo que le alejaba con rapidez, especialmente si estaba rodeado de niños; otro método de alejar al mal tiempo es poner cuchillos y navajas semi enterrados en la tierra y apuntando al cielo, esperando así cortar la mala nube en dos, algo que también puede hacerse con hachas y tijeras; prender una rama de lloreu (laurel) que previamente haya sido bendecida; sacar las palas del horno y ponerlas en el suelo formando una cruz; o encender una vela denominada Tinieblina, traída de la misa del Jueves Santo. El Entiznáu de la mitología hurdana posee algún que otro paralelismo con el Nuberu asturiano, incluso en la indumentaria. El Nuberu también está relacionado con el dios de la mitología celta Taranis. En Caleao es conocido como Marfellao.

### Oso Marín
Ser sobrenatural que merodea por las costas asturianas, cuya principal afición es llevarse al fondo del mar a los niños que se alejan demasiado de la costa cuando van a darse un baño.

### Pantasma
Espíritu perverso que ronda por Tineo, La Pantasma es un ser dedicado maliciosamente a espantar a los niños, que en vida fue un caballero muerto en pecado de adulterio tras caer de su caballo. En Carmena, Toledo, se conocía como Pantasma a personas embozadas en negro que merodeaban por el pueblo o el cementerio durante la noche, lo que hacía dar el aviso: "Venga, pa casa, que esta noche hay pantasma" para evitar cruzarse con estos seres (que tal vez fuesen beatas cumpliendo alguna clase de promesa o penitencia).

### Paparresolla
Ser que infunde miedo cerval en los niños para que se callen cuando lloran. Su nombre es una mezcla entre "papo" y el verbo "resollar", precisamente porque su presencia hace respirar fuerte con los mofletes, amedrentando a quien lo escucha. De ella se dice: "Paparresolla, boca sangrando, tripes afuera, rabo arrastrando". En otras partes, las madres cantan a los niños "¡La Paparresolla cayó en la olla!. ¡Ay, que te come la Paparresolla". Habita en los desvanes o estar agazapada bajo los tejados de las casas, lanzando lastimeros y horrísonos gritos, pero también se dice de ella que vive en las torres de las iglesias, vigilando desde la atalaya a los niños desobedientes para llevárselos, de lo que se deduce que, aparte de vivir en lugares fríos y oscuros, tiene el poder de volar. Es ampliamente conocida en Colunga, Caravia, Sobrescobio, Laviana, Bimenes, San Martín del Rey Aurelio, entre otros lugares.

### Paparroxu
Equivalente masculino de la Paparresolla, que ronda por Borres (Tineo).

### Papón
Este personaje, sobradamente conocido en el occidente asturiano, tiene su nombre debido a su enorme papada. Tiene el vientre muy hinchado, un gran abdomen y una apariencia bonachona, pero tras esa fachada se oculta un glotón al que le encanta raptar a los niños llorones que no se duermen. Se los lleva de sus casas por las noches para "paparlos" (tragarlos). En Cangas de Narcea aparece una versión alternativa de su aspecto, haciéndolo más terrorífico: talla gigantesca, boca enorme, ojos de fuego y estómago de horno ardiente, y se le canta de la siguiente manera: "Era sí, era non / Que te comerá el Papón / Que tua madre vay na misa / Y tou padre nel sermón". Otro personaje emparentado con él es Xuan Canas, que vive en los pozos de los ríos y si algún niño pasa por allí lo rapta y lo esconde para siempre en el fondo del río.

### Pasinza
Versión femenina del Nuberu, que sobrevuela por los cielos de Grandas de Salime y de Navia, siendo también conocido en aldeas de Allande como Tremao, Cornollo y Fonteta. Se lleva por los aires aquellos niños que no quieren dormirse, diciendo de ella: "Ahí che ven a Pasinza; vaite papar". Su nombre deriva de sinza, la forma asturiana para"ceniza", en donde se sienta por las noches al bajar por la chimenea del llar, justo debajo de la gamayeira (las cadenas del pote) para comerse las hogazas de pan.

### Pata Roxa
También llamada Patarroxa. Bruja asustaniños de Podes (Gozón).

### Pataricu
Llamados en español patarico o pataricos, son seres gigantescos que viven en la legendaria isla de Eonavia (o Eonaviega), entre las costas del Eo y de Navia, en el occidente asturiano fronterizo con Galicia, que tienen un solo ojo en mitad de la frente, una fuerza extraordinaria y un finísimo sentido del olfato que les permite detectar náufragos, de los cuales se alimentan. La isla solo era accesible para los barcos que habían sufrido un naufragio, llegando a sus costas arrastrados por la marea, de modo que los supervivientes se veían atrapados en la isla al no tener barco con que escapar de ella, siendo también víctimas del hambre de estos enormes cíclopes. Los pataricus sienten especial predilección por devorar a los cristianos, al ser capaces de captar su olor, y desconocen la existencia del fuego, por lo que sus víctimas (tanto cristianas como no cristianas) son devoradas crudas. Según se dice guardan tesoros de épocas pasadas. En Anleo, Navia, se decía "Ye más malu qu’el Pataricu", refiriéndose a alguien perverso y con malas intenciones. Los pataricus están relacionados con los Daonie Mara escoceses y los Merrows irlandeses.

### Patena
Ser sobrenatural nativo de Puerto de Vega, en Navia, que se dedica a secuestrar a las chicas del pueblo que son poco avispadas o listas, encerrándolas para siempre. A estas chicas se las conoce con el nombre de las sacrificadas.

### Pauto
Espíritu o duende del hogar, se encarga de apartar cualquier obstáculo de los que consideran sus protegidos para facilitar de ese modo el alcance de sus deseos. Estos seres están insertados en la jerga popular, ya que "tener pauto" significa que una persona tenga influencia o una ayuda especial de un ser misterioso o sobrenatural. Son invisibles, aunque pueden presentarse de distintas formas, especialmente de animales, y alguna vez de forma humana, aunque esto se produce solo de forma ocasional. Obligan a toda una vida de servidumbre, con algunos testimonios directos en Grado, Quirós, Lena y Mieres, entre otros. En concejos más al oriente como Caso y Nava, se dice que tienen pauto a los que de forma habitual siempre tienen buen suerte. En Puerto de Vega, Navia, se dice que hay "xente que tiene pauto con el demonio" en referencia a ser mucha buena suerte. En Piloña y Ponga se dice "Paréz que tén el pauto" o "Tén el pautu rnetíu nel pelleyu", aplicándose a los niños muy traviesos o que parecen estar poseídos por el demonio (a los que también se refieren como "Paréz que yéntróu -o 'que tén- el demonio nel cuerpo","Yá más malo qu'el pecaú" o "Yá más malo qu'el demonio").
En algunos lugares el pauto es representado como un personaje diminuto, que cabe dentro de una cajita, teniendo equivalentes en otras partes de España como en Cantabria, llamado mengue, vistiendo similar al trasgu y haciendo travesuras de toda índole como inmovilizar a las personas infundiéndoles miedo su pena de encerrarlos en un cuerno vacío de toro. En Andalucía es llamado mamur (una especie de escarabajo negro también apodado carmeno), y en Cataluña lo conocen como maneiro (una semilla procedente de la planta mareinorera que florece en las cuevas, recogida en la Noche de San Juan, y que al germinar se convierten en pautos). Según la tradición, en la víspera de San Juan, poniendo un acerico en un zarzal, se puede capturar hasta una docena de estos seres.

### Paxila
Mitad bruxa, mitad curuxa, se trata de una bruja buena que deshace los entuertos que organiza su horrible prima, la Guaxa. A los infiernos o a El Diablo entrega las brujas negras, siendo luego enviada a sembrar el pánico entre los vivos. Pero ella, sin maldad como las brujas negras, en las noches de invierno se conforma con algunas travesuras pequeñas como hacerles cosquillas a los niños, o plantarles una molesta mormera de tres o cuatro días. Y cuando la muerte o las calamidades se agolpan en una casa debido a las malas artes de alguna guaxa, ella huye triste y llena de vergüenza al interior de los bosques.

### Pecáu Sabadiegu
Demonio de cuernos enormes, dedicado a toda clase de villanías. Dado que "sabadiegu" (plato típico de Noreña) es el embutido realizado con los desperdicios del cerdo, el Pecáu Sabadiegu es tal vez un diablo que causa problemas de estómago o intestino a quienes se dejan llevar por la gula (precisamente uno de los siete pecados capitales). Dándose un aspecto aterrador no solo por los cuernos si no también por sus alas membranosas (parecido a El Diablo), se dice que si se aparece a hombre para llevárselo es necesario recitar sin errores Les Doce Pallabras Retoniaes, que sirven a modo de conjuro contra él, diciéndoselas una a una de modo que él repite la escuchada y pregunta por la siguiente al son de "Ay amigu míu, dime la dos (tres, cuatro, etc.)" hasta que, escuchada la letanía al completo, este se ve obligado a huir espantado de allí: "La una la Virgen Pura, más clara que'l sol, que la Luna, y la Luna más que tú / Las dos, dos tablitas de Moisés, onde Cristo posó los pies pa subir a la Gloria / Les tres Maríes / Los Cuatro Evangelistas / Les cinco Llagues / Les seis Candeles / Los siete Cielos / Los ocho Gozos / Los nueve Coros / Los Diez Mandamientos / Les Once mil Vírgenes / Y los Doce Apóstoles". Según esa misma tradición, el alma de los difuntos debe recitar las pallabras retorniaes a El Diablo si quiere cruzar el puente que le llevará al Más Allá.

### Perfeutu
Diablillo que merodea por el pueblo de Vega, en Ribadesella, que vive en las chimeneas de las casas, de donde sale súbitamente para espantar a los que residen en ella, en especial a los niños desobedientes.

### Pesadiellu
Un espíritu maligno, que no tiene forma determinada y relacionado con El Diablo, de ahí que se cuente que puede aparecerse con la forma de un Macho cabrío. Se suele aparecer a los caminantes, que sienten como una presión extrema en el cuerpo que puede llegar al desfallecimiento y debe recurrir a los rezos para deshacerse de él. Asociado a otra entidad sobrenatural llamada La Manona, otra versión de la historia dice que precisamente puede adoptar la forma de una enorme mano peluda.

### Piricu Sangráu
Natural de Santianes de Pravia, al igual que La Media Cara. Se trata de un hombre ensangrentado y despellejado que se aparece de noche por los caminos. De encontrarse con algún niño extraviado, lo rapta y desaparece con él, por lo que el niño nunca vuelve.

### Pirriría
Procesión espectral parecida a la Güestia. Originaria de Pravia, La Pirriría es un cortejo de muertos y perros que sobrevuelan los cielos pravianos, rondando por los tejados de las casas (dejando a veces sentir sus pisadas por los techos) con intención de llevarse al Más Allá a cualquier infeliz con el que se encuentren, una vez este sube al tejado con idea de detener a un posible intruso o ladrón. Dicho cortejo guarda paralelismos con el dios germánico Wotan y sus valquirias, que se aparecían por los aires para llevarse a la gente al otro mundo. En Abres, Vegadeo, se cita a un extraño cortejo de perros que vaga por los tejados, rascando las tejas en busca de muertos a los que llevarse.

### Príncipe Aliatar
Personaje más legendario que mitológico, de gran popularidad y cariño entre los niños pequeños, característico de la época navideña. Suele presentarse como "Su Alteza Real el Príncipe Aliatar". Tiene por cometido visitar los pueblos y las ciudades para recoger las peticiones que los niños hacen a los Reyes Magos durante las semanas previas a la gran cabalgata del 5 de enero. En la Cabalgata de Reyes, Aliatar es quien abre la comitiva, precediendo a Melchor, Gaspar y Baltasar, respectivamente.

### Procesión das Xás
También llamada Procesión das Xans, es un cortejo fúnebre semejante a la Güestia, con las que tiene algunos puntos en común, pero diferenciada principalmente de esta en que sus miembros no son fantasmas de muertos, si no de vivos. Marchan en dos hileras llevando un ataúd con ellos, y cuanto más cerca del ataúd van los miembros, más inminente es su muerte. Los que más lejos van del féretro pueden tardar hasta tres o cuatro años en fallecer. El que se encuentra con esta procesión solo la ve, pero no la siente, y el encuentro se da casi siempre en los cruces de los caminos, donde es costumbre detenerse con los difuntos para que los curas echen responsos. Si el infortunado que se encuentra con la Procesión das Xás es un amigo de los que procesionan, lo único que le hacen es llevarlo por el aire a otra parte; si es enemigo, le propinan una gran paliza y lo arrastran por los hartos. Pocas son las personas que ven la Procesión das Xás, pues para esto se necesita poseer dos únicas condiciones: que el padrino de quien la ve rezase mal el credo cuando lo bautizaron, o que en este evento el cura confundiese los santos óleos del bautismo con los de la extremaunción. Tal error puede remediarse bautizándose de nuevo.

### Rampayu
Al igual que el Pasinza y otros asustaniños del principado, este ser sobrenatural se dedica a llevarse a los niños desobedientes y que se portan mal con sus padres.

### Rapéu
También llamado Rapeo. Es un duende o espíritu originario de Colunga, que pasa la noche espantando a los niños que no se duermen.

### Reciella'l Nuberu
Aunque el vocablo asturiano reciella se refiere en concreto al ganado lanar como cabras y ovejas, se dice que a veces el Nuberu, subido en sus nubes negras y mirando con gesto hosco y ceñudo al mundo debajo de su sombrero negro, cuando más enfrascado está en sus labores, en vez de enviar desde el cielo sus habituales lluvias y tormentas lo que envía es su particular rebaño, que consiste en una lluvia de sapos, culebras, babosas y salamandras. Y ya sobre la tierra, estos seres se apartan de los demás miembros de su especie debido a su forma de arrastrarse o bien por su color, más intenso y brillante. Si alguien localizaba a algunos de estos escurridizos y fantásticos animales, como por ejemplo una salamandra, y cuidaba de ella con cariño, enseguida se iba a trabajar alegre ya que su buena acción era recompensada al verse rodeado de riqueza y fortuna. Pero pocos han tenido esa suerte, porque la gente de campo ha tenido toda la vida repulsión, rechazo y miedo hacia estos hijos de los barrizales, aún tratándose de tesoros enviados por el Nuberu.

### Reina
También llamada La Reina, es una versión femenina de El Cortador y natural de San Pedro de las Baheras, un pueblo de Val de San Vicente. Tiene por cometido cortar las orejas de los niños que desobedecen las órdenes de sus padres no jugar con cáscaras de nueces que manchan mucho las manos.

### Repunte de les Medies Blanques
Oriundo de Puerto de Vega, Navia, este monstruo de aterradora apariencia vive bajo el mar y permanece cerca de los acantilados, a la espera de que alguien se acerque demasiado al borde. En ese momento se sube a las crestas de las olas y cuando estas se estrellan contra el rompiente, salta hacia el acantilado para llevarse a su incauta presa al fondo del mar. En el idioma asturiano se le conoce como Repunte de les Medies Blanques.

### Retornados
Se trata de una aparición fantasmagórica alejada de la típica figura vaporosa o un espectro embozado de negro (y distinta de los Aparecidos, que sí responden a este estereotipo), a medio camino entre el zombi, el espíritu de la literatura clásica y el resucitado. Se aparece de cuerpo entero como una persona más por la calle, de forma totalmente casual y anodina, ante algún amigo cercano al que hace tiempo no ve (que ignora de esa defunción y por tanto no sabe que está hablando con un muerto), charlando con él unos minutos para luego los dos seguir su camino como dos viandantes más, sin mayores sobresaltos. Cuando el testigo comenta este encuentro con terceras personas (amigos y/o familiares cercanos), estos se encargan de revelar a dicho testigo que tal persona falleció de manera reciente, entre semanas o meses (nunca más de un año), y que por tanto no puede haberlo visto. Intentando validar su encuentro, el testigo describe el aspecto y la ropa que el finado llevaba puesta, descubriendo para su horror por boca de dichas personas que esa era la ropa con la que había fallecido. Actuando como una especie de vampiro y succionando la energía vital en vez de sangre, quien se encuentra con un Retornado suele enfermar por espacio de días o semanas, al sentirse débil y que le faltan las fuerzas. Aunque las más de las veces se aparecen a modo de comunicar su propia muerte a los testigos o de cerrar algún trámite pendiente sobre su muerte (un enterramiento o alguna última voluntad que, tras esa aparición, se desvela que no llegó a hacerse), una versión alternativa les da un cometido más insidioso, actuando a modo de anunciadores de la muerte de quien se topa con ellos, haciéndoles enfermar tras su encuentro para fallecer al cabo de poco tiempo. En el idioma asturiano su nombre sería Retornáus.

### Rey Diego
Ser espectral que asusta a los niños por las noches, conocido entre los Vaqueiros de Alzada por estar basado en la figura de un rey legendario que después de sofocar una rebelión de alzada de estos, pensó en castrarlos a todos como castigo, cambiando finalmente de idea y condenándolos a no tener nunca una residencia fija y que le pagasen tributos de forma anual, razón que explica que los vaqueiros sean trashumantes. Entre estos hay una frase de reza: "No te hagas el Tío Diego", en referencia a personas que actúan con mala fe o con doble intención hacia los demás.

### Ruíu de Cadenes
En muchos pueblos y aldeas asturianas era frecuente que, por las noches, se escuchase un pesado arrastrar de cadenas que procedía desde el desván de la casa, que infundía el miedo en sus moradores. La imaginería popular atribuye que el ruido lo provoca El Diablo, que se pasea por desvanes solitarios arrastrando la cadena que Dios le impuso por expulsarle del cielo, aunque una versión alternativa de la historia dice que se trata del fantasma de un familiar que, condenado en el Purgatorio a modo de penitencia por su mala vida, vaga lóbrego por la casa de sus parientes. Una respuesta plausible de tal fenómeno apunta al mismo cura del pueblo, tratando de asustar a sus parroquianos para que vayan a la misa y no dejen de lado a la iglesia, aunque otra más razonable indicaría que el creador de tal ruido es un particular con la mala intención de que sus moradores se marchen de allí para así quedarse este con la propiedad.

### Sacauntos
También llamado L'Home del Untu, El del Untu o Xuana l'Untu (de ser mujer). Parecido a la leyenda del Home del Sacu, se trata de un o una errante mercader de siniestro producto, ya que al hombro porta un gran saco en donde deposita el unto (la manteca o grasa) de las personas a las que destripa personalmente, usando un cuchillo que lleva para la ocasión. Una vez muertas y vaciadas de grasa, acude a los mercados, donde vende la grasa para sacarse unas monedas con que comer.

### Serena
Seres híbridos, mitad mujeres mitad pez, que viven en el mar y en los ríos cantando hermosas canciones. Suelen tener un carácter negativo y perverso. Se las asocia con la seducción de marineros a los que atraen con sus cantos a las costas peligrosas para que naufraguen o mueran en ellas. Según cuenta la leyenda, había una chica muy hermosa con un apetito desordenado, que comía continuamente pescados y mariscos. Una mañana su madre, harta de complacerla, le dijo: "Quiera Dios que te conviertas en pez". Esa misma tarde, cuando la joven se estaba bañando en el mar, sintió que sus piernas se iban cubriendo de escamas y se convertían en una poderosa y gran aleta. No tardó en consolarse y sentirse libre, sin más preocupaciones que nadar y bucear. Entonces, llena de alegría, empezó a cantar, ganándose el afecto de los marineros por sus canciones, su belleza y alegría, al ser su intención no desviarles de su rumbo si no alegrar sus travesías. En una versión alternativa de la historia la joven, feliz por su transformación en pez pero buscando vengarse de la maldición de su madre, engatusaba a los marineros con sus cánticos para que estos estrellasen los barcos y pereciesen en el naufragio.

### Sumiciu
Es menos conocido que el trasgu, pero al igual que este es un duende del hogar.
Se le asocia con los despistes y las desapariciones de objetos, siendo muy habitual en Asturias oír la expresión "llevólu'
el Sumiciu" o "páez obra del Sumiciu". Es de un tamaño sumamente pequeño y es invisible al ojo humano, por lo que tiene total libertad para sus fechorías sin ser descubierto. Pero la acción del sumiciu no se limita a eso, ya que este duende es más perverso que el trasgu, llegando incluso su poder a ser capaz de "sumir" (ir haciendo desaparecer poco a poco) a las personas, especialmente a los niños. Entre sus aficiones se encuentra la de cambiar el contenido de los barriles de vino, sacando este para reemplazarlo por agua. Aun así, la manera de librarse del Sumiciu y recuperar los objetos perdidos es simple: se dice que hay que rezar una oración a San Antonio, pero rápidamente y sin cometer ni un solo error durante dicho rezo. De lo contrario, los objetos que han sido perdidos jamás volverán a recuperarse.

### Tamboriteru
Aparición espectral sonora, que no física, oriunda de Santianes de Pravia, consistente en un tambor que suena solo en el desván de una casa, siendo un mal augurio que avisa de la próxima defunción de uno de sus moradores.

### Tío Camuñas
También llamado Camuñas a secas, este personaje goza una de amplia popularidad en toda España, por su capacidad para infundir miedo en quien se encuentra con él. Se dice de él que vive en los desvanes de las casas del pueblo. Sus orígenes cabe encontrarlos en una persona real, Francisco Sánchez, nacido en Camuñas, Toledo, el 11 de septiembre de 1762. Se ganó su fama de asustador luchando contra los franceses (que espantados gritaban: "¡Que viene el Tío Camuñas!"), en quienes infundía un pánico cerval en venganza por la muerte de su hermano, asesinado por ellos después que se rindiese con la condición de que le dejaran vivir. Tras ser traicionado por uno de los suyos fue ahorcado en la Plaza Mayor de Belmonte. Su leyenda le otorgó una segunda vida sobrenatural, primero en Francia y luego transmitida al resto de España (Asturias incluida), donde la imaginería popular lo ha convertido en un ser espectral amenazador.

### Torollinos
Pequeños seres del bosque, emparentados con el Busgosu. Muy peludos, gordos y con rabo, son casi todo cabeza, de la que salen varios cuernos (uno, dos, tres...), según cada uno. Duermen entre el musgo y en los agujeros de los árboles la mayor parte del día y de la noche, saliendo desorientados al alba y al ocaso, persiguiéndose enloquecidos entre la maleza, tropezando en las raíces o estampándose en los troncos. Les gusta embestir contra las nalgas de quienes se paran a echar una siesta en el suelo de la montaña, o mordisquear los talones del caminante, para esconderse rápidamente entre el follaje y la maleza. Son tan aturullados que molestan a todo bicho viviente con el que se encuentran, pero tanta tarea a calzón quitado los deja enseguida sin resuello, por lo que buscan entonces sus rincones y escondrijos, en donde caen rápidamente en el más profundo sueño hasta su siguiente reaparición.

### Trasgadiellu
Duende oriundo de Cangas del Narcea (como los Diañinos de les Tenaes), semejante y emparentado con el Trasgu clásico, pero tres o cuatro veces más pequeño que el anterior. Organiza los mismos líos y enredos que consagraron a su primo, pero poco a poco fue desplazado por este, que no le toleró su competencia. Suele resguardarse por los lugares tristes y abandonados, como los hórreos y paneras que han sido tomados por los hartos, en casas viejas y destartaladas, y en molinos desarreglados y ruinosos. Si bien quizá aún quedan algunos de ellos por esos sitios, la marcha de la gente de los pueblos por donde cometía sus travesuras puso fin a nuevas noticias sobre su revoltosa vida.

### Trasgu
Uno de los personajes más conocidos tanto en la mitología asturiana como en el resto del país, cuya lista de sobrenombres es extensa: Gorro Colorau, Trasno, Cornín, Papudo (en Tineo), Pisadiel de la Mano Furada (en Navia), Meque (en Laviana), Reveyeco (en Grandas de Salime) y Xuan dos Camíos (en el occidente), entre otros. Es un duende de personalidad traviesa y juguetona, de espíritu inquieto y simpático, que no suele superar los 80 cm de alto. Tiene la piel negra u oscura, con unas grandes uñas en las manos, una boca descomunal, nariz aplastada, ojos brillantes y pequeños, cuernos y rabo; es muy delgado y cojitranco, pero se mueve con rapidez asombrosa y suele dar grandes saltos, su rostro tiene casi siempre una expresión burlona, salvo que se le moleste y se enfade. Viste blusón y gorro, siempre de color rojo o encarnado. Su rasgo más característico es que la palma de su mano izquierda está perfectamente agujereada.
Vive en las casas y es sumamente travieso, llegando a ocasionar grandes destrozos en ocasiones. Causa graves trastornos en la vida familiar en aquellas casas que habita, molestando al ganado, dando voces, tirando cosas al suelo o cambiándolas de sitio, sacando la ropa de los cajones, impidiendo que las personas duerman por las noches, etc. Su lugar preferido es el llar o llariega (el sitio donde se hace el fuego y se cocina). Si se le trata bien, y siempre y cuando esté de buen humor, el trasgu puede hacer las tareas pendientes que los humanos no pudieron acabar, como barrer, poner las cosas en un sitio y limpiar las casas, haciéndolo siempre por la noche. Sin embargo, si se le hace enfadar, es tal la molestia que provoca que a veces las familias tienen que mudarse. No obstante, es sumamente difícil deshacerse de él, acompañando normalmente a la familia en la mudanza y anunciándose diciendo "yo también ando de casa mudada".
Hay varias maneras de librarse de él: una es encargarle que traiga agua en una cesta, y al no poder hacerlo se marcha avergonzado. Otras maneras de deshacerse del trasgu es dejándole un puñado de grano en el suelo (y como no los puede coger porque se le escapa por el agujero de la mano se enfada y se va), extendiendo por el suelo linaza o mijo y pedir que lo recoja (siendo otra tarea imposible para él) o pedirle que blanquee el pellejo de un carnero negro. Como el resto de seres mitológicos, tiene aversión a los símbolos católicos. El mito del trasgu está emparentado con otros mitos de duendes comunes en toda Europa y el resto del mundo.

### Vedoriu
Nombre con el que se designa a todo aquel que es capaz de ver a la Santa Compaña o Güestia, debido a que en su bautizo se usó el aceite para los muertos en vez de agua bendita, o bien por haber nacido con alguna facultad extrasensorial. Parecidos a las adivías, se les supone personas con poderes similares a los suyos, como el don de predecir entierros de vecinos del pueblo antes de que ocurran.

### Vellos
Genio de la naturaleza, que limita su dominio al pueblo de Libardón (Colunga). En la Sierra del Sueve es conocido como Beyosu.

### Ventolín
El ventolín, o ventolines, son duendes extremadamentes pequeños, aunque en ocasiones se les puede ver. Flotan en el aire y de noche suelen hacerlo en los rayos de la luna. Tienen facciones muy agradables como de niño y son hermosos, de facciones proporcionadas. Entre otras tareas se llevan el alma de un difunto que se escapa del cuerpo al exhalar su último aliento, transportan los suspiros de los amantes por el aire, duermen a los niños con la armonía de sus voces, esparcen el rocío del amanecer y llevan el último adiós de los padres a los hijos que están alejándose en los barcos al salir a faenar. También alivian al caminante que se los encuentra en un recodo del camino, los días de canícula. En la noche de San Juan, los ventolines cantan a les xanes para que estas bailen en coro alrededor de la hoguera. Su nombre significa "remolino de aire" en el idioma asturiano.

### Xan
Equivalente masculino de las xanas, prácticamente desaparecido de Asturias excepto en algunos puntos donde se le menciona o se hace referencia a él como en Piloña. A grandes rasgos es un Xanino adulto, igualmente peludo y muy feo, al que le encanta raptar mujeres.

### Xana
La Xana (pronunciado "shana") es el nombre que reciben en Asturias las ninfas. Les xanes en Asturias están muy ligadas a las fuentes y a los saltos de agua, como también a pozos, lagos, estanques, manantiales, cuevas y dólmenes. Normalmente guardan tesoros bajo las aguas, y se las describe como chicas jóvenes y de tremenda belleza, de rasgos más bien nórdicos, de cabellos y ojos claros verdes o azules, con la piel blanquecina, vistiendo velos y gasas transparentes. Se peinan a los orillas de las fuentes o saltos de agua con peines de oro, esperando a los incautos para cautivarlos con sus encantos y promesas de tesoros, apareciéndose en el reflejo del agua cuando estos acuden a beber a la fuente. Aunque bondadosas por lo general, también pueden ser tremendamente vengativas con los que invaden su territorio. Tienen hijos pequeños y peludos, llamados xaninos, y puesto que son incapaces de amamantarlos, los cambian por algún niño de alguna aldea cercana. Cuando la madre se da cuenta del horrendo trueque al ver el extraño oscurecimiento de la piel del bebé, o su dentición completa a pesar de tener pocos meses de edad, ruega a la xana para que se lo devuelva.
En ocasiones son custodiadas por cuélebres, y en la noche de la Fiesta de San Juan, durante el solsticio de verano, les xanes salen a cantar y bailar, dejándose ver para quien las desee contemplar, además de lavar sus ropas y tenderlas. Pueden devanar madejas de hilos de oro y plata y, al igual que con los homones, se les confiere la creación de monumentos megalíticos, que serían vestigios de fastuosos y grandiosos palacios construidos en épocas pretéritas. Su nombre deriva originalmente de Diana (hermana de Apolo y diosa de la caza en la mitología griega, estando emparentadas con las hadas de Irlanda, Escocia y Gran Bretaña), y varía según la zona: en Llanes se las llama injanas, mientras que en Ponga son xianas, y en Cudillero y Muros del Nalón, xanías. Del mismo modo, existen cuevas de xanes en Colunga, Caravia, Proaza, Avilés y Nava, fuentes en Llanes, Somiedo, Candamo, Aller, Grado, Quirós, Mieres y Caso, así como un prado en el pueblo de Payandi (Lorío, Laviana), un monte en Berbes (Ribadesella) y Caravia, y finalmente un arroyo y un Desfiladero de les Xanes entre los concejos de Santo Adriano y Quirós, en donde hay una conocida ruta turística que lleva su nombre.

### Xanguaxa
Una asustaniños de Tarna (Caso), de lengua anormalmente larga, con la que se metía miedo a los niños para que fuesen a dormir diciéndoles: "¡Hala niños, a dormir, que ahí fuera se siente ruido y puede ser la Xanguaxa, que si no os ve en la cama, querrá llevaros con ella...!".

### Xaninos
Hijos de les Xanes, intercambiados por sus madres en cunas humanas para que ellas los alimenten, deshaciendo el intercambio cuando a ellas les parece oportuno. Para descubrir si el niño es propio o un xanino hay varios métodos: el primero es no darle de mamar por mucho que él llore, a lo que la xana, siempre vigilante de su retoño, se aparecerá protestando por el mal trato que se le ha dado a su hijo, gritando: "Toma el tú mocosín y dame el mío pelosín". El segundo es comenzar a hacer locuras y cosas estrafalarias delante de él, como usar los alimentos de una manera incorrecto o absurda, dejándole perplejo. Esto revelará su verdadero ser, demostrando su madurez prematura, protestando de que a lo largo de todos sus años (cien, doscientos, etc.) nunca había viso algo parecido. El tercero es poner en el char cáscaras de huevo o el mondo de una manzana, de modo que cuando crepita este exclama: "Cien años fai que nací y nunca tantos pucheros na vera del char vin".

### Xegome
Entidad sobrenatural de origen y naturaleza inciertos, del que se ignora su cometido y/o habilidades especiales. Probablemente pudiera tratarse de otro de tantos ogros comeniños que pueblan la geografía astur.

### Xinxinos
Cuenta la leyenda que había un niño que era muy desobediente y maleducado con su propia madre, a la que encantaba fastidiar cuando tenía que ayudarla con las tareas domésticas. En cierta ocasión en que estaban cortando leña, Xinxinos cargó una pila de ella a la espalda y le preguntó a su madre donde debía dejarla, pero la madre, exhausta de la mala conducta de su propio retoño, le exhortó a que la pusiera en los cuernos de la luna. La maldición se hizo efectiva, y el niño fue condenado a vagar por los bosques sin descanso, apareciéndose en las noches de luna llena cargando con una pila de leña que no sabe dónde dejar. En una versión alternativa de la historia, durante la fase de luna llena se podría ver en la propia luna la figura de un niño, llevando un haz de leña a la espalda.

### Xuan Canas
Espantajo que ronda por el concejo de Somiedo, empleado por los padres para avisar a sus hijos de que no merodeen por los sitios peligrosos, de lo contrario Xuan Canas aparecerá de pronto para llevárselos. En algunas ocasiones se le identifica como Xanu, marido de les xanes.

### Xuan de la Borrina
Llamado también Xuan Blancu (Juan el Blanco), Xuan de Madrugá (Juan el de la Madrugada), Xuan de Riba (Juan el de Arriba), Xuan Barbudu (Juan el Barbudo) o Xuan de la Niebla (Juan de la Niebla), este venerable anciano merodea por montes y valles acompañado de su perro lanudo y de su esposa, de quien curiosamente se dice que también tiene barba. Se aparecen solo dentro de la niebla como figuras borrosas y algo lejanas, de modo que nadie puede verlos de forma nítida. La leyenda le atribuye el don de traer la niebla así como de hacerla desaparecer, volviéndola hacia el cielo. Los pastores consideran a Xuan una especie de pastor con poder de dominar a la niebla, y al que pedían protección para sus rebaños cuando esta cubría los valles en donde ellos estaban.

### Xuan de Pión
Espíritu del sueño equivalente al Morfeo de la mitología griega oriundo de Gijón, que es conocido como Mociquín de Peón en Colunga y Xuan de las Cerraes en Aller, al que aluden los niños cuando bostezan, antes de dormirse: "Ya vién Xuan de...", o también "Ya t' aquí Xuan de...".

### Zamparrampa
También llamada Barranca, Parranca, Zanca Parranca (o Zancaparranca) en Teverga y Zancarabanca (o Zancarrabanca) en Aller. Se trata de una mujer de aspecto deforme y cruel, siendo una ogresa a la que le gusta sembrar todo tipo de caos y desorden en las casas en donde entra. Le encanta a asustar a los niños y provocar desastres domésticos, volviendo locas a las mujeres de la casa. Está ampliamente extendida en el occidente astur. Suele ser objeto de amenaza por parte de los padres a los hijos, diciendo: "Mira que te va a comer la Zamparrampa", aunque también se la menciona de la siguiente manera: "Ahí vien la Zamparrampa con las tripes n'a garganta".